# Голодомор (1932—1933)
Голодомо́р — масовий штучний голод, що був організований на території Української СРР у 1932—1933 роках керівництвом ВКП(б) та урядом СРСР. Голодомор був геноцидом українського народу. Голодомор відбувався через колективізацію в Україні й на Кубані у великих масштабах: від сотень тисяч загиблих у 1932-му, до мільйонів в 1933-му роках.
Голодомор тривав в контексті голоду в СРСР, проте в Україні й на Кубані, на відміну від інших регіонів СРСР, де від голоду також загинуло чимало людей, голод був актом геноциду, оскільки він був навмисне спрямований проти української нації як такої.
За оцінками демографів, загальна кількість жертв Голодомору становить 3-7 мільйонів осіб в Українській СРР. За оцінками Інституту демографії та соціальних досліджень імені М. Птухи НАН України демографічні втрати України внаслідок Голодомору в 1932—1933 роках становлять близько 4,5 млн осіб, у тому числі 3,9 млн — втрати, пов'язані з надсмертністю, а ще 600 тисяч — із дефіцитом народження.
Спланована конфіскація врожаю зернових та всіх інших харчових продуктів у селян представниками радянської влади впродовж Голодомору 1932—33 років безпосередньо призвела до вбивства селян голодом у мільйонних масштабах, при цьому радянська влада мала значні запаси зерна в резервах та здійснювала його експорт за кордон під час Голодомору, забороняла та блокувала виїзд голодуючих поза межі Української СРР, відмовлялася приймати допомогу для голодуючих з-за кордону. Попри те, що дії представників сталінської влади, які спричинили смерть людей голодом, кваліфікувалися згідно з нормами тогочасного радянського кримінального законодавства як вбивство, причини цього масового злочину ніколи в СРСР не розслідувалися та ніхто з можновладців, причетних до злочину, не поніс покарання при тому, що навіть найвище керівництво СРСР знало про факти загибелі людей від голоду.
Упродовж десятиліть масове вбивство людей штучним голодом не лише навмисно замовчувалося радянською владою, а й взагалі заборонялося про нього будь-де згадувати.
У 2010 році апеляційний суд міста Києва постановив, що Голодомор викликаний свідомими і цілеспрямованими заходами вищого керівництва Радянського Союзу й Української СРР на чолі зі Сталіним, розрахованими на придушення українського національно-визвольного руху і фізичного знищення частини українських селян.

## Термінологія
Голодомор — дослівно морити голодом, виморювати, виголоджувати; мор (смерть) від організованого голоду. Уперше термін Голодомор згадується 17 серпня 1933 року в чеському часописі «Večernı́k P.L.», який розмістив інформацію — «Hladomor v SSSR». Світова преса використовувала терміни «голод», «Hunger», «Głod», тобто нейтральне філологічне та антропологічне визначення, яке означало «гостру нестачу харчових продуктів у певній місцевості».
У річних звітах німецьких дипломатів за 1932—1933 рр. зустрічалися визначення «Hungerkatastrophe» (голодова катастрофа) та «Hungersterbens» (смерть від голоду, померлі з голоду), «Planierung der Hungersnot» (Планування голодовки), які пов'язували з організованим радянською владою — запланованим, штучним голодом. Термін «голодова катастрофа» був запозичений громадськими об'єднаннями української еміграції Європи та Америки в другій половині 1930-х рр. Його часто застосовували в 1940—1950-х рр. публіцисти, громадські діячі, особливо в 1983 році, коли вшановували пам'ять жертв Голодомору (до 50-ліття трагедії). Згодом у науковій літературі постав його функціональний синонім — геноцид.
Щоб дати означення масовому голоду 1930-х років, очевидці й дослідники використовували різні назви. Роберт Конквест назвав свою книгу «Жнива скорботи», Семен Старів свої спогади — «Страта голодом». Широко вживалося поняття «штучний голод», а також «навмисно організований голод».
У дослідженнях Джеймса Мейса та Роберта Конквеста автори доводять, що Голодомор відповідає загальноприйнятому визначенню геноциду. Після проголошення незалежності України термін Голодомор застосовували письменники, політологи, соціологи, історики. Відповідно до соціологічного опитування, проведеного 2015 року, 80 % громадян України вважають Голодомор геноцидом. 2003 року Український парламент назвав, а 2006 — офіційно визнав Голодомор геноцидом українського народу. Термін Голодомор зафіксований у Законі Верховної Ради України «Про Голодомор 1932—1933 років в Україні» від 28 листопада 2006 р., тому набув статусу юридично-правової категорії. 22 країни офіційно визнали Голодомор геноцидом українського народу. 2010 року судовим розглядом завершилася кримінальна справа за фактом здійснення злочину геноциду. Винними суд визнав сім вищих керівників СРСР та УСРР, а саме генерального секретаря ЦК ВКП(б) Йосипа Сталіна, секретарів ЦК ВКП(б) Лазаря Кагановича та Павла Постишева, голову Раднаркому СРСР В'ячеслава Молотова, генерального секретаря ЦК КП(б)У Станіслава Косіора, другого секретаря ЦК КП(б)У Менделя Хатаєвича, голову Раднаркому УСРР Власа Чубара і констатував, що за даними науково-демографічної експертизи загальна кількість людських втрат від Голодомору становить 3 мільйони 941 тисяча осіб. Також за даними слідства визначено, що втрати українців у частині ненароджених становлять 6 мільйонів 122 тисячі осіб.

## Основні організатори
Служба безпеки України назвала головних організаторів Голодомору. У 2010 році Апеляційний суд Києва підтвердив висновки слідчих Служби безпеки України, і серед головних організаторів були названі:
- Сталін (Джугашвілі) Йосип Віссаріонович, генеральний секретар ЦК ВКП(б)
- Каганович Лазар Мойсейович, секретар ЦК ВКП(б)
- Постишев Павло Петрович, секретар ЦК ВКП(б)
- Молотов (Скрябін) В'ячеслав Михайлович, голова Раднаркому СРСР
- Косіор Станіслав Вікентійович, генеральний секретар ЦК КП(б)У
- Хатаєвич Мендель Маркович, другий секретар ЦК КП(б)У
- Чубар Влас Якович, голова Раднаркому УСРР

## Причини й організація Голодомору

### Передумови

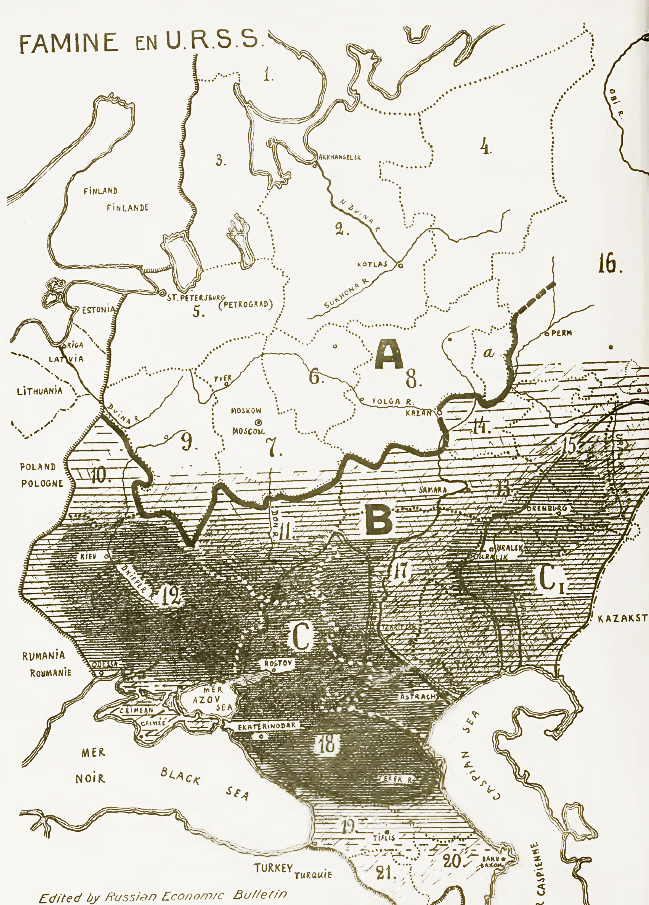
Мапа головних районів голоду в СРСР. Що густіше штрихування — тим сильніше розміри лиха. A — райони споживчої смуги, B — райони виробничої смуги.

З відомих на наш час документів випливає висновок про свідому організацію керівництвом Радянської Росії (пізніше — СРСР) винищення голодом саме українців. Голод організовувався на всіх їхніх етнічних землях, а не лише в межах УСРР. Організаційні дії та відкритий грабунок селян, який спричинював голод серед селянства, із застосуванням війська, розпочалися не пізніше 1920 року, із часу, коли Україна була, як зараз відверто пишуть, — «завоевана Красной армией в 1920». І першими організаторами й керівниками цих дій були Володимир Ленін та Лев Троцький.

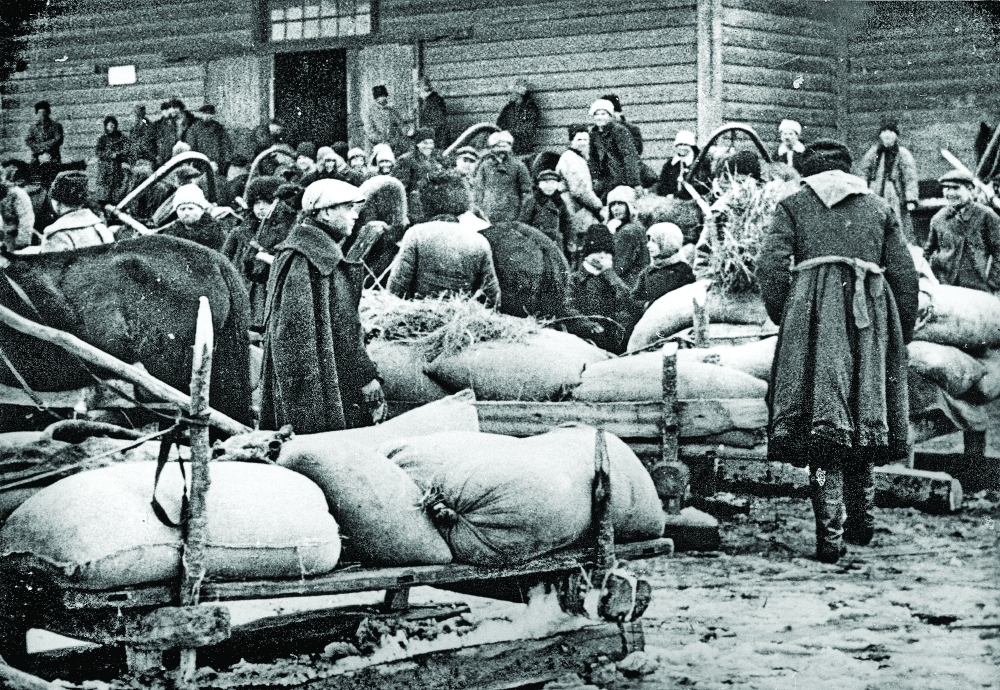
Селяни здають хліб у Баришівському районі Київської округи, 1930 рік

У 1930 році генсек ЦК ВКП(б) Йосиф Сталін дав поштовх новій хвилі колективізації в СРСР. У квітні того року було прийнято Закон про хлібозаготівлі, згідно з яким колгоспи мусили здавати державі від чверті до третини зібраного збіжжя. Тим часом, внаслідок Великої депресії ціни на сільськогосподарську продукцію на Заході стрімко впали. Радянський Союз став на порозі економічної кризи, адже довгострокових позик йому ніхто не давав, вимагаючи визнати за собою борги Російської імперії. Щоб заробити валюту, було вирішено збільшити обсяги продажу зерна, внаслідок чого хлібозаготівельні плани різко і невмотивовано зростали, з колгоспів забирався майже весь урожай, що мотивувало селян відмовлятися від праці на землі, і породило масову неконтрольовану урбанізацію. Для боротьби із цим явищем у грудні 1932 року в СРСР було запроваджено внутрішні паспорти.

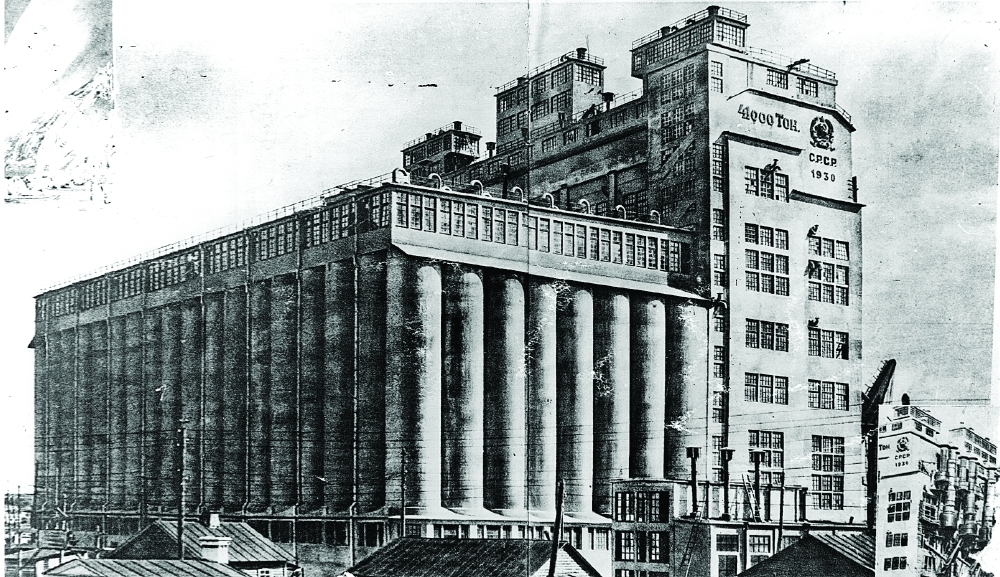
У 1930 році на території морського торговельного порту в Миколаєві збудували найбільший у Європі елеватор для відправки зерна на експорт

На тлі цього продовольче становище українських сіл ставало дедалі важчим. У результаті хлібозаготівель з урожаю 1931 року, що затяглися до весни 1932, в певних сільських районах Української СРР почався голод, унаслідок якого загинуло близько 150 тисяч селян. Він тривав до того часу, поки визрів урожай 1932 року.
З іншого боку, зі збільшенням тиску на селян активізовувався селянський рух опору. Тільки за даними ГПУ, від 20 лютого до 2 квітня 1930 року в Українській СРР відбулося 1716 масових виступів, з яких 15 кваліфікувалися «як широкі збройні повстання проти радянської влади». Вони об'єднували до двох тисяч людей і відбувалися під гаслами: «Верніть нам Петлюру!», «Дайте другу державу!», «Хай живе самостійна Україна!», «Геть СРСР!», «Давайте завойовувати іншу свободу, геть комуну!». У ті часи люди організовувалися як могли, озброювались вилами, лопатами, сокирами, були навіть кінні загони. Натовпи селян зі співом «Ще не вмерла Україна» ліквідовували місцеві органи влади. Партійці й комсомольці втікали. Прикладом таких ситуацій, а також методів боротьби Радянської влади із селянами, слугують документально зафіксовані події у селах Устивиця та Федунка на Полтавщині.

Радянська влада не приживалася в Українській СРР. Керівництво СРСР розуміло це. На партійних зборах влітку 1930 року керівник Компартії України Косіор заявив: 
|  | Селянин приймає нову тактику. Він відмовляється збирати урожай. Він хоче згноїти зерно, щоб задушити радянський уряд кістлявою рукою голоду. Але ворог прорахувався. Ми покажемо йому, що таке голод. Ваше завдання покінчити з куркульським саботажем урожаю. Ви мусите зібрати його до останньої зернини і відразу відправити на заготівельний пункт. Селяни не працюють. Вони розраховують на попередньо зібране зерно, яке вони заховали в ямах. Ми повинні примусити їх відкрити свої ями |

Розумів це і Сталін. У листі до Кагановича від 11 серпня 1932 року, вождь писав: 
|  | Якщо не візьмемось нині за виправлення становища в Україні, Україну можемо втратити… Поставити собі за мету перетворити Україну у найкоротший термін на справжню фортецю СРСР; на справжню зразкову республіку. Грошей на це не шкодувати |

Таким чином, радянське керівництво ставило перед собою дві мети. По-перше, загнати селян у колгоспи і збільшити обсяги хлібозаготівель. По-друге, зламати класовий і національний рух опору, який на хвилях українізації набував обертів.

### Початок репресій. «Закон про п'ять колосків»
19 квітня 1932 року Політбюро ЦК ВКП(б) прийняло постанову «про насіннєву позику Україні». Як виняток, позика відпускалась безвідсотково, але з «централізованих ресурсів всередині України». Держава забрала зерно, а потім дозволила використати зерно, зібране в Українській СРР, для потреб Української СРР, не залучаючи зовнішні ресурси. Аж 12 тис. тонн і лише 3 тис. тонн для продовольчої допомоги колгоспникам.

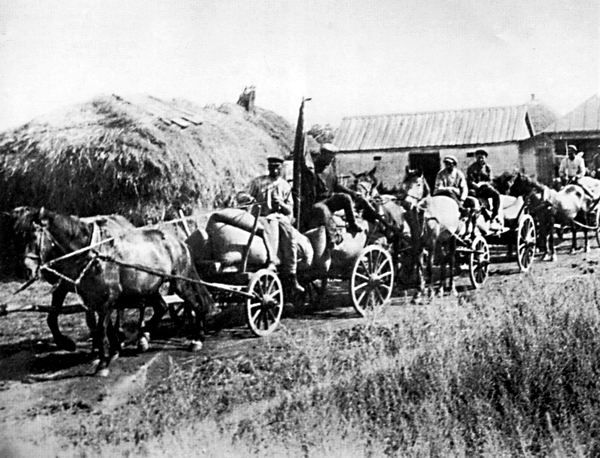
Виїзд червоної валки з хлібом. Колгосп «Хвиля пролетарської революції», Харківська область, 1932 рік

Станом на 17 травня 1932 року в Українській СРР не було запасів борошна, що зафіксовано постановою Політбюро ЦК КП(б)У «Про заходи щодо виконання постанов ЦК ВКП(б) про продовольчу допомогу Україні»: з 6,5 млн пудів зерна, відпущених Українській СРР, Політбюро просило завезти 1,5 млн борошном, «зважаючи на повну відсутність в Україні запасів борошна».
Станом на 30 червня 1932 року з більшості районів Української СРР посівний матеріал було вивезено.
Голова РНК УСРР Влас Чубар писав В'ячеславу Молотову та Йосифу Сталіну про становище в сільському господарстві УСРР (10 червня 1932 року). За його підрахунками, на той момент в Українській СРР уже можна було нарахувати мінімум 100 районів, замість 61 станом на початок травня, які потребували продовольчої допомоги та зривали план весняної сівби. Ці ж райони, на його переконання, надалі зриватимуть обробку і збирання врожаю.
Улітку 1932 року Українська СРР мала повернути в рахунок погашення позики 8 млн 250 тис. пудів зерна понад встановлену норму хлібозаготівель.
7 серпня 1932 року з'явилася постанова ВЦВК і РНК СРСР «Про охорону майна державних підприємств, колгоспів і кооперативів та про зміцнення суспільної (соціалістичної) власності», відома під назвою «Закон про п'ять колосків». Розкрадання майна колгоспів каралося розстрілом, за «пом'якшуючих обставин» — позбавленням волі на строк не менше 10 років. «Законом про п'ять колосків» фактично людям було заборонено володіння їжею.

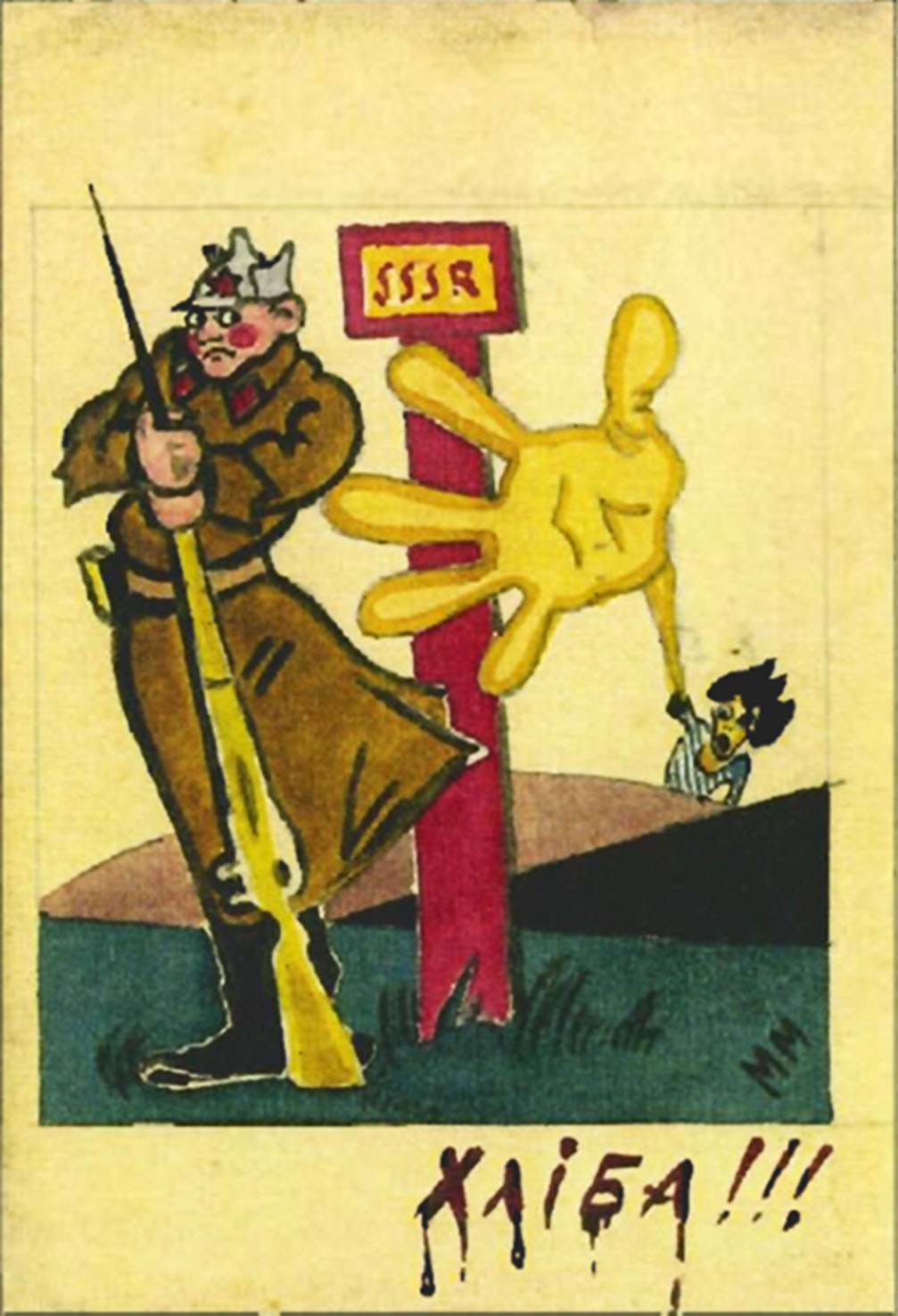
Михайло Михалевич. Листівка «Хліба!», 1933

За кілька днів до того, 4 серпня 1932 року, Йосиф Сталін, у листі до Лазара Кагановича, повідомляв про повернення проєкту декрету щодо охорони суспільного майна з правками та додатками, надавав вказівку видати його якомога швидше. У пункті третьому запропоновано ОДПУ залучати озброєних осіб для охорони залізничних вантажів (ешелони із зерном) та надавати їм право розстрілювати на місці осіб, які зазіхнулись на розкрадання залізничних вантажів.
11 серпня 1932 року Сталін у листі до Кагановича вимагав направити спеціального листа ЦК ВКП(б) до партійних і судово-каральних органів про застосування закону щодо охорони громадської власності та боротьбу проти спекулянтів. Підкреслював, що «найголовніше зараз — Україна», оскільки справи в Українській СРР дуже погані. Повідомлялося, що в двох областях Української СРР близько 50 райкомів висловилися проти плану хлібозаготівель, визнавши його нереальним. Висловив звинувачення на адресу українських керівників (генерального секретаря ЦК КП(б)У Станіслава Косіора, Власа Чубаря та голови ДПУ УСРР Станіслава Реденса), а також побоювання втратити Українську СРР через підривну діяльність агентури Юзефа Пілсудського та наявність свідомих і несвідомих петлюрівців, а також прямих агентів Пілсудського в ЦК КП(б)У. Пропонував вжити рішучих заходів для виправлення господарської і політичної ситуації в Українській СРР: зняти з посади генерального секретаря ЦК КП(б)У С. Косіора та поставити на його місце Лазара Кагановича; висунути на посаду голови українського ДПУ Всеволода Балицького, пересунувши Станіслава Реденса на посаду заступника; замінити Власа Чубаря іншим керівником, наприклад Григорієм Гриньком; перетворити Українську СРР в найкоротший строк на фортецю СРСР «і грошей на це не шкодувати».
Наприкінці літа газета «Правда» організувала в Українській СРР рейд боротьби з крадіжками зерна. З 7 по 17 серпня 1932 року в ньому взяли участь 100 тисяч «ударників преси». Метою рейду була боротьба з крадіжками зерна.
Станом на 22 серпня ДПУ зафіксовано 220 випадків відмови колгоспів і сільрад від прийняття планів хлібозаготівель, непогодження з ними місцевих партосередків за мотивами нереальності поставлених завдань; у Харківській області у 20 районах — 91 випадок, у Дніпропетровській у 12 районах — 19, у Вінницькій у 16 районах — 96, в Одеській у 6 районах — 14. Усього у 54 районах — 220 випадків.
Того ж дня видана постанова Укрколгоспцентру про заборону видавати хліб для громадського харчування колгоспникам, крім трактористів. Пропонувалося повністю забезпечити видачу колгоспникам натурального авансу на трудодень відповідно до рішення ЦК і РНК СРСР, крім тих, що отримували громадське харчування на роботі, які мали приносити свій хліб.
Аналіз 20 тисяч справ показує, що серед засуджених було 83 % колгоспників та селян-одноосібників і лише 15 % — «куркульсько-заможних елементів». Отже, цей закон було спрямовано проти селян, котрі, рятуючи дітей від голодної смерті, змушені були нести додому з току чи поля кілограм чи два зерна, ними ж вирощеного.
27 серпня з Москви надійшла телеграма заступника голови Комітету заготівель при РПО СРСР Михайла Чернова керівникам заготівельних організацій УСРР про негайне відвантаження зерна для млинів, які забезпечували борошном північні райони СРСР. Того ж дня прийшла телеграма заступника голови РПО Валеріана Куйбишева до ЦК КП(б)У про необхідність прискорення відвантаження зерна в Українській СРР на експорт. Вказувалося на зрив плану хлібного експорту через слабке відвантаження зерна до портів республіки: 20 тис. т замість запланованих 190 тис. Для виправлення ситуації пропонувалося відвантажити до кінця серпня 30 тис. т пшениці, 20 тис. т ячменю та 10 тис. т жита, незважаючи на раніше вивезене.
Станом на 30 серпня, за даними Укрколгоспцентру, колгоспи УСРР, обслуговувані МТС, виконали місячний план заготівель на 39,1 %. Того ж дня газета «Вісті» ВУЦВК надрукувала статтю «Виконання серпневого плану зірвано». Повідомлялося про незадовільне проведення хлібозаготівель зокрема в Артемівському районі. Одноосібні господарства виконали план хлібозаготівель на 3,9 %, у 18 сільрадах хліб одноосібниками ще не здавався. Миронівська сільрада план виконала на 1 %, Зайцівська — на 0,8 %, Покровська — на 1,5 %, хоча у цій сільраді обмолотили половину скошеного хліба.
31 серпня 1932 року в Луганську вийшла постанова бюро міському КП(б)У про неприпустимість витрачання хліба на громадське харчування в їдальнях колгоспів.
За серпень 1932 року до приймальні голови ВУЦВК Григорія Петровського надійшло близько 1,5 тис. заяв колгоспників про вихід із колгоспів. Майже 70 % поданих заяв припадало на Харківську область, переважно з Гадяцького, Великописарівського, Олексіївського та Богодухівського районів (170—180 заяв). Основна маса селян, що подали заяви — бідняки (80 %), решта середняки.
1 вересня 1932 року в Москві політбюро ЦК ВКП(б) затвердило вересневий план хлібозаготівель в обсязі 290 млн пудів для селянського і радгоспного секторів, розподіливши по регіонах: для Української СРР — 85 млн, для Північного Кавказу — 30 млн, для Надволжя — 51,2 млн, для Казахстану — 13,1 млн, для Уралу — 11,6 млн, для Башкирії — 10,4 млн, для Московської області — 8,8 млн, для Сибіру — 14,6 млн, для ЦЧО — 30 млн, а для решти — від 0,4 до 10,7 млн пудів зернових культур.
2 вересня 1932 року всеукраїнська контора «Торгсин» інформувала, що населення купує в обмін на побутове золото винятково хліб, борошно, крупу, цукор, сіль, відмовляючись від промислових товарів.
3 вересня з Москви надійшла телеграма заступника голови Комітету заготівель при РПО М. Чернова про відвантаження з УСРР хліба на експорт: зобов'язав уповноважених заготівельних органів вивезти за кордон наявну в Українській СРР пшеницю першого і другого класу для виконання планового завдання третього кварталу.
Станом на 14 вересня після прийняття закону від 7 серпня (Закон про п'ять колосків) Наркомюст УСРР у доповідній записці констатував про 250 вироків на розстріли
24 вересня постановою РНК СРСР та ЦК ВКП(б) відхилено всі пропозиції про видачу насіннєвої позики, попереджено радгоспи і колгоспи, що «насінпозики не видаватимуться ні для озимої, ні для ярої сівби».
30 вересня генеральний консул німецького посольства в Харкові К. Вальтер направив річний звіт посольству Німеччини в Москві по ситуації в Українській СРР; зазначив про невиконання хлібозаготівельного плану (356 млн пудів), високі ціни на продукти, відсутність торгівлі в селах, підкреслював руйнівні наслідки колективізації.
Рішенням Політбюро ЦК ВКП(б) від 22 жовтня 1932 року в основних хлібозаготівельних регіонах створені Надзвичайні хлібозаготівельні комісії (НХК). В Українській СРР комісію очолив голова Раднаркому СРСР В'ячеслав Молотов. 23 жовтня прийнята постанова політбюро ЦК КП(б)У про необхідність «перелому в ході хлібозаготівель» — річний план виконано лише на 38 %.
25 жовтня — постанова політбюро ЦК КП(б)У «Про необхідність подолання відставання країни у виконанні плану хлібозаготівель» — жовтневий пленум ЦК КП(б)У зобов'язав партійні організації домогтися негайного перелому хлібозаготівель, оперативного керівництва хлібозаготівлями, організувати «боротьбу за хліб», зробити листопад та останні дні жовтня вирішальними щодо виконання плану хлібозаготівель, удесятеро підвищити темпи виконання річного плану до 15-ї річниці Жовтневого перевороту; рекомендував «безжалісно придушувати всі спроби класового ворога та його агентури, спрямовані на зрив хлібозаготівель». Вже в листопаді 1932 року комісією Молотова запроваджено систему спеціальних бригад з видобуття зерна («червоних валок»). Загалом, до таких бригад входило понад 110 тисяч добровольців, набраних з-поміж селян, які таким чином намагалися спастися від голодної смерті — вони одержували певний відсоток від вилученого зерна і харчів.
Подібні НХК були створені також на Північному Кавказі (очолив Лазар Каганович) та на Поволжі (очолив Павло Постишев). Однак, на Поволжі подібного масштабу репресій не проводилося, а на Північному Кавказі репресії стосувалися переважно кубанських українців, які до Голодомору становили більшість населення регіону. Разом із цим, кубанська і поволзька НХК невдовзі припинили свою роботу, а Постишев і Каганович наприкінці 1932 року були направлені в Українську СРР.
Держава переймалась питанням повернення насіннєвої позики: у постанові Політбюро ЦК КП(б)У «Про заходи з посилення хлібозаготівель» від 30 жовтня 1932 року окремим пунктом (№ 11) ішлося про встановлення кінцевого терміну покриття заборгованості з насіннєвої позики по всій Україні до 1 грудня 1932 року. Цю позику мали погасити районні та обласні організації республіки[джерело?].
1 листопада РНК УСРР визнало незадовільним виконання річного плану хлібозаготівель по Українській СРР, встановлено остаточний план хлібозаготівель по секторах, областях та культурах у розмірі 282 млн пудів, із них для одноосібних господарств — 36,9 млн, для колгоспів — 224,1 млн, для радгоспів — 21,6 млн, а також стягнення мірчука — 28,8 млн і насіннєвої позики — 8,1 млн пудів.
3 листопада надіслана телеграма секретаря ЦК КП(б)У Хатаєвича до Косіора, Молотова, Чубаря з пропозицією зменшити постачання промтоварами районів, які не виконали плану хлібозаготівель та формувати списки селянських господарств — саботажників хлібозаготівель. 5 листопада Молотов і секретар ЦК КП(б)У Мендель Хатаєвич надіслали директиву на місця з вимогами негайного виконання Постанови від 7 серпня «з обов'язковим і швидким проведенням репресій і нещадної розправи із злочинними елементами у правліннях колгоспів». 6 листопада надіслана телеграма ЦК КП(б)У до обкомів партії про товарну блокаду районів, які не виконували хлібозаготівельних планів: зменшити завезення промислових товарів для 7 районів Одеської, 8 районів Дніпропетровської, 8 районів Харківської, 5 районів Київської області. Надвечір 8 листопада відправлена шифрограма В'ячеслава Молотова, Йосифа Сталіна для ЦК КП(б)У: із цього дня «призупиняється відвантаження товарів для сіл всіх областей України», допоки колгоспи та «індивідуальні селяни» не розпочнуть «чесно і добросовісно виконувати свій обов'язок перед робітничим класом і Червоною Армією» в справі хлібозаготівель. 11 листопада надіслана інструкція РНК УСРР «Про організацію хлібозаготівель в одноосібному секторі» — суворі судові репресії щодо господарств, у яких виявлено закопаний у ямах хліб, кваліфікуючи як навмисне псування хліба та шкідництво, забороняти «відпуск промтоварів» з оголошенням списку одноосібників, рішуче стягувати сільгоспподаток, державне страхування, самообкладання, негайно застосовувати «найжорстокіші та найсуворіші» репресії до куркульських господарств, за невиконання ними твердого завдання — продаж усього майна, арешт і виселення. 15 листопада політбюро ЦК ВКП(б) ухвалило рішення про запровадження паспортної системи і розвантаження міст від «зайвих елементів». 21 листопада надіслана телеграма Молотова, Чубаря, секретаря Дніпропетровського обкому КП(б)У В. Строганова, Кагановича Сталіну — надати спецкомісії ЦК КП(б)У (Косіор, Раденс, Кисельов) повноваження на час хлібозаготівель вирішувати питання винесення вироку про розстріли. Голова ДПУ УСРР Станіслав Раденс 22 листопада розробив план операції з виявлення контрреволюційних центрів, які організовують саботаж і зрив хлібозаготівель ( по выявлению контрреволюционных центров, организующих саботаж и срыв хлебозаготовок), спрямованої, практично, на виконання директив Молотова-Хатаєвича. Операція мала охопити 243 райони. З санкції ЦК КП(б)У вона розпочалася негайно. 26 листопада у пресі з'явився наказ наркома юстиції і генерального прокурора УСРР, в якому наголошувалося на тому, що «репресії є одним з потужних засобів подолання класового спротиву хлібозаготівлі».

Згідно із цими настановами засуджено тисячі людей. Непоодинокими були випадки, коли люди добровільно просили записати їх до переселенців. Як свідчить секретар Краснопільського райкому партії, після закінчення суду в селі Краснопілля середняк Бесараб Олексій Васильович сказав: 
|  | Хай судять та везуть звідціля, так хоч з голоду не вмреш, а вдома коли залишимося, все рівно помремо |

### Запровадження натуральних штрафів і чорних дощок, блокада УСРР

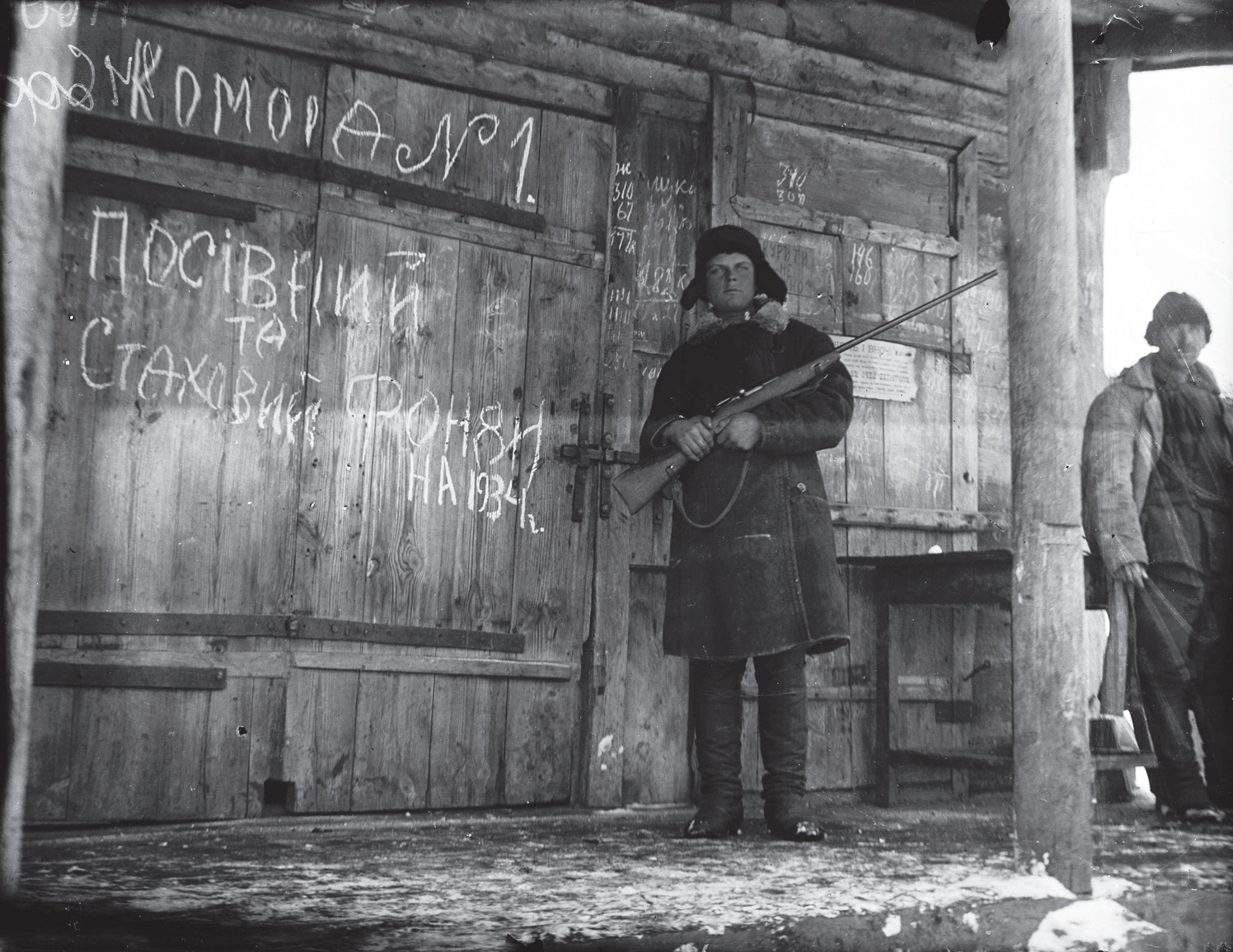
Озброєний комсомолець охороняє комору зі збіжжям посівного та страхового фондів сільгоспартілі імені Григорія Петровського, село Вільшани, теперішнього Дергачівського району Харківської області

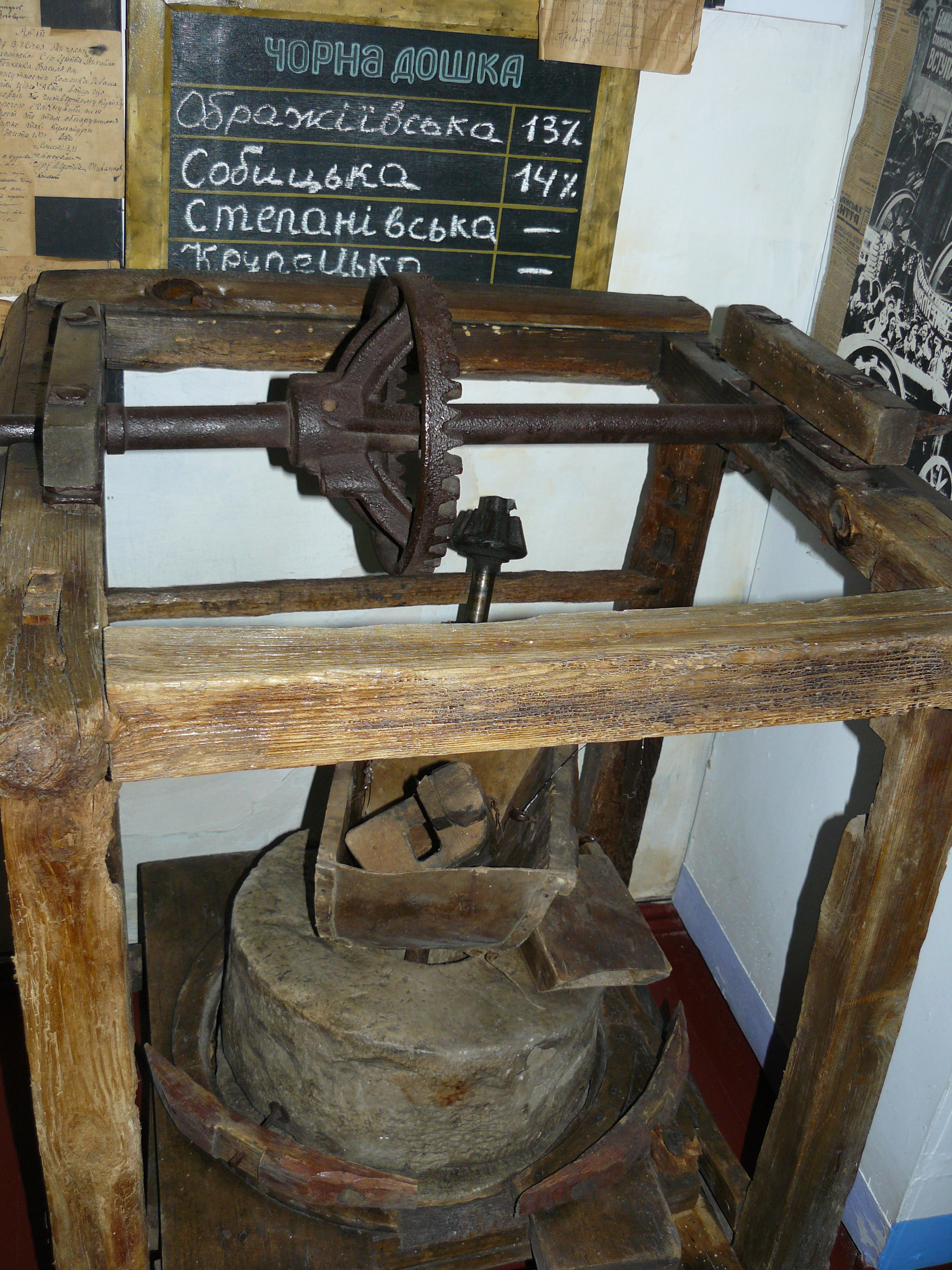
Чорна дошка і жорна в експозиції Лебединського історико-краєзнавчого музею

18 листопада 1932 року вийшла Постанова ЦК КП(б)У про заходи щодо посилення хлібозаготівель, згідно з якою, окремі господарства за невиконання планів хлібозаготівель каралися натуральними штрафами, тобто конфіскацією 15-місячної норми м'яса. Того ж дня постановою політбюро ЦК КП(б)У «Про ліквідацію контрреволюційних гнізд та розгром куркульських груп», доручено Реденсу та Косіору розробити до 23 листопада спеціальний оперативний план ліквідації куркульських та петлюрівських контрреволюційних кубел, ДПУ вилучити з міст ідеологів та організаторів «куркульського саботажу», зобов'язати ДПУ провести чистку та засудження рахівників і бухгалтерів — (наперед визначено 300 осіб); доручено Чубарю у Дніпропетровській, Хатаєвичу в Харківській, Зайцеву в Чернігівській областях разом з обкомами провести операцію у найближчі дні, каральні органи мають «завдавати рішучого удару куркульським елементам для запобігання куркульським повстанням». Через два дні вийшло рішення Раднаркому УСРР, згідно з яким натуральні штрафи дозволялося застосовувати також щодо колгоспів. Згодом перелік компенсаційних харчів розширено картоплею і салом, наприкінці року — продуктами тривалого зберігання. Під вилучення підпадали всі колгоспи УСРР за винятком півтори тисячі (6,4 %). Таким чином, практично по всій Україні каральні органи конфісковували все продовольство.

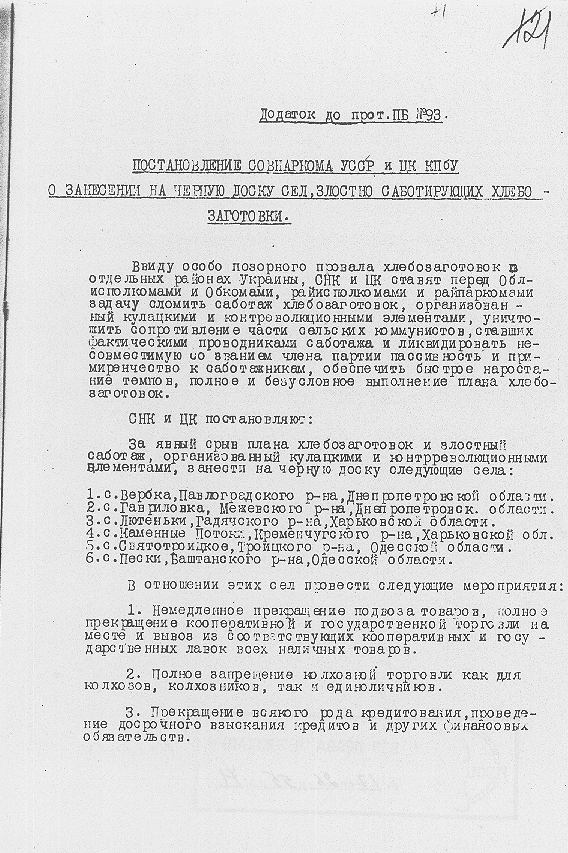
Постанова РНК УСРР та ЦК КП(б)У про занесення ряду сіл на «чорні дошки»

1 грудня Раднарком УСРР заборонив торгувати картоплею у районах, які не виконують зобов'язань по контрактації і перевірці наявних фондів картоплі у колгоспах. До цього переліку потрапили 12 районів Чернігівської, 4 — Київської і 4 — Харківської областей. 3 грудня у ряді районів заборонено торгувати м'ясом і тваринами. Із 6 грудня ці райони, а також окремі села, почали заноситися на «чорні дошки»: телеграма Косіора та Чубаря керівникам Дніпропетровської, Одеської та Харківської областей, вимагали негайного виконання постанови, щоб показати, як «радянська влада вміє безжалісно розправлятися з організаторами саботажу хлібозаготівель, з куркульськими елементами та їх поплічниками». Згодом ці села абсолютно ізолювалися від зовнішнього світу. 11 грудня керівництву УСРР надходить шифрограма В. Молотова і Й. Сталіна з вимогою «негайно судити і дати п'ять, краще десять років тюремного ув'язнення» за невиконання хлібозаготівельних планів колгоспами та селянами.
14 грудня 1932 року. Постанова ЦК ВКП(б) та РНК СРСР «Про хід хлібозаготівлі в Україні, Північному Кавказі та у Західних областях», «проблеми» хлібозаготівель в Україні та на Північному Кавказі пов'язувалися безпосередньо з «неправильно проведеною» політикою українізації і наказувалося негайно переводити на російську мову діловодство, навчання і пресу, провести ув'язнення у концтабори, розстріли і виселення на Крайню Північ та заселення на їх місце червоноармійців.
15 грудня ЦК КП(б)У затвердив список 82 районів, куди припинялася також постачання промислових товарів.
Крім блокади внутрішніх адміністративних одиниць, наприкінці 1932 — на початку 1933 року запроваджено блокаду самої Української СРР. Річ у тому, що українські селяни втікали в сусідні області Російської СФРР, де не було голоду. Так звана «харчова» блокада України організована силами внутрішніх військ і міліції. Було заборонено виїзд селян з УСРР. Разом із цим, громадянам, які в'їжджали в Українську СРР з Російської СФРР було заборонено провозити харчі без дозволу держави[неякісне джерело].

### Пік Голодомору

Жертви голоду на вулицях Харкова — столиці УСРР, 1933. Автор фото — Александр Вінербергер

16 січня 1933 року Політбюро ЦК ВКП(б) затвердило остаточний план хлібозаготівель для України — 260 мільйонів пудів без мірчука, котрий підлягав «безумовному і повному виконанню» та «за будь-яку ціну».

Після запровадження всіх цих заходів і обмежень, вже на початок 1933 року більшість селян України залишилися без їжі. Згідно зі свідченнями Федора Коваленка з села Лютенька Гадяцького району тодішньої Полтавської області, які зафіксовані в тритомнику свідчень, виданих у 1990 році Комісією з українського голоду 1932—1933 років в Конгресі США: 
|  | В листопаді і грудні 1932 року забрали все зерно, картоплю, все забрали, включно квасолю і все, що було на горищі. Які дрібні були сушені груші, яблука, вишні — все забрали |

Не всі селяни гинули від голоду на початку, коли заготівельники викачували весь хліб, оскільки навіть в найбідніших селянських господарствах залишалися інші харчові продукти. Картина змінилася, коли держава вдалася до конфіскації харчових продуктів у всіх «боржників», тобто влада здійснила щодо «боржників» терор голодом. Саме конфіскація всього продовольства спричинила переростання голоду в голодомор. Основною причиною Голодомору була спланована конфіскація в селян зернових та всіх інших харчових продуктів, включаючи малопридатні та непридатні до споживання сурогати їжі.
22 січня 1933 року. Директива ЦК ВКП(б) і РНК СРСР «Про запобігання масового виїзду селян, які голодують»: заборонявся виїзд за межі території Радянської України та Кубані.
Дмитро Корнієнко з села Понорниця в Чернігівській області згадував, що батько й мати після розкуркулення сиділи в тюрмі. Дітей, які жили самі, підгодовувала бабуся. У день обшуку вона принесла пів склянки пшона, але зварити не встигла. Прийшла бригада з п'яти чоловік з різними за розмірами торбами. Один тримав торбу спеціально для пшона, туди пів склянки й висипали.
13 лютого 1933 року. У директивному листі другий секретар ЦК КП(б)У Мендель Хатаєвич визнав, що з ряду районів надходять відомості про опухання та голодну смерть колгоспників. Він вимагав «принять решительные меры»: знайти для годування голодуючих «внутри колхозов и в районе необходимое количество хлеба».

Варто зазначити, що обсяги конфіскованого органами ДПУ та міліції зерна були мізерними. Тобто зерно, виявлене при обшуках, які супроводжувалися конфіскацією всього незернового продовольства, становило зовсім маленьку частку в усьому обсязі заготівель. Люди ж, позбавлені будь-якого продовольства пухнули і помирали від голоду. Більшість померлих не хоронили — просто не було кому. В кращому разі трупи звозили в братські могили, куди часто потрапляли й живі люди. Доволі поширеним був канібалізм. За словами Надії Рогозянської, якій у 1933-му було 6 років, 
|  | Жили всі закрито, мати на засов хвірку закривала і кричала, щоб ми не виходили за цю хвіртку, бо на вулиці, що поряд, їли дітей. Ну, це страшне. А скількох хоронили таких, що ще рухалися. Чому? А щоб не заїжджати. Сьогодні він ще рухається трохи, а завтра знову заїжджати. Не було ні коней, ні підвод, ні тих, хто б їх возив. Тож тих, хто ще живий був валили на той віз і кидали в могилу |

Навесні 1933 року селян привчали працювати в громадському господарстві шляхом організації харчувальних пунктів на польових станах. Для цього держава виділила частину раніше відібраного зерна. З метою налагодження життя у враженому голодомором селі були організовані надзвичайні органи компартійної диктатури — політвідділи МТС і радгоспів. З врожаєм 1933 року тиск на селян значно послабився.
Народний комісаріат охорони здоров'я УСРР у доповідній записці до ЦК КП(б)У від 3 червня 1933 року зазначив, що частина потенційно працездатних селян через перешкоди, пов'язані з початком посівної кампанії, не отримувала роботи, «а потому не имела возможности получать производственную помощь», укладаючись таким чином в схему: нема роботи — нема харчування.

## Кількість загиблих

### Демографічні дослідження
|                      | 1926     | 1939     | Приріст  |
| -------------------- | -------- | -------- | -------- |
| Повне населення УРСР | 29,7 млн | 32,1 млн | +2,3 млн |
| Українці УРСР        | 23,2 млн | 19,6 млн | -3,4 млн |
| Українці УРСР        | 80 %     | 73 %     | -7 %     |

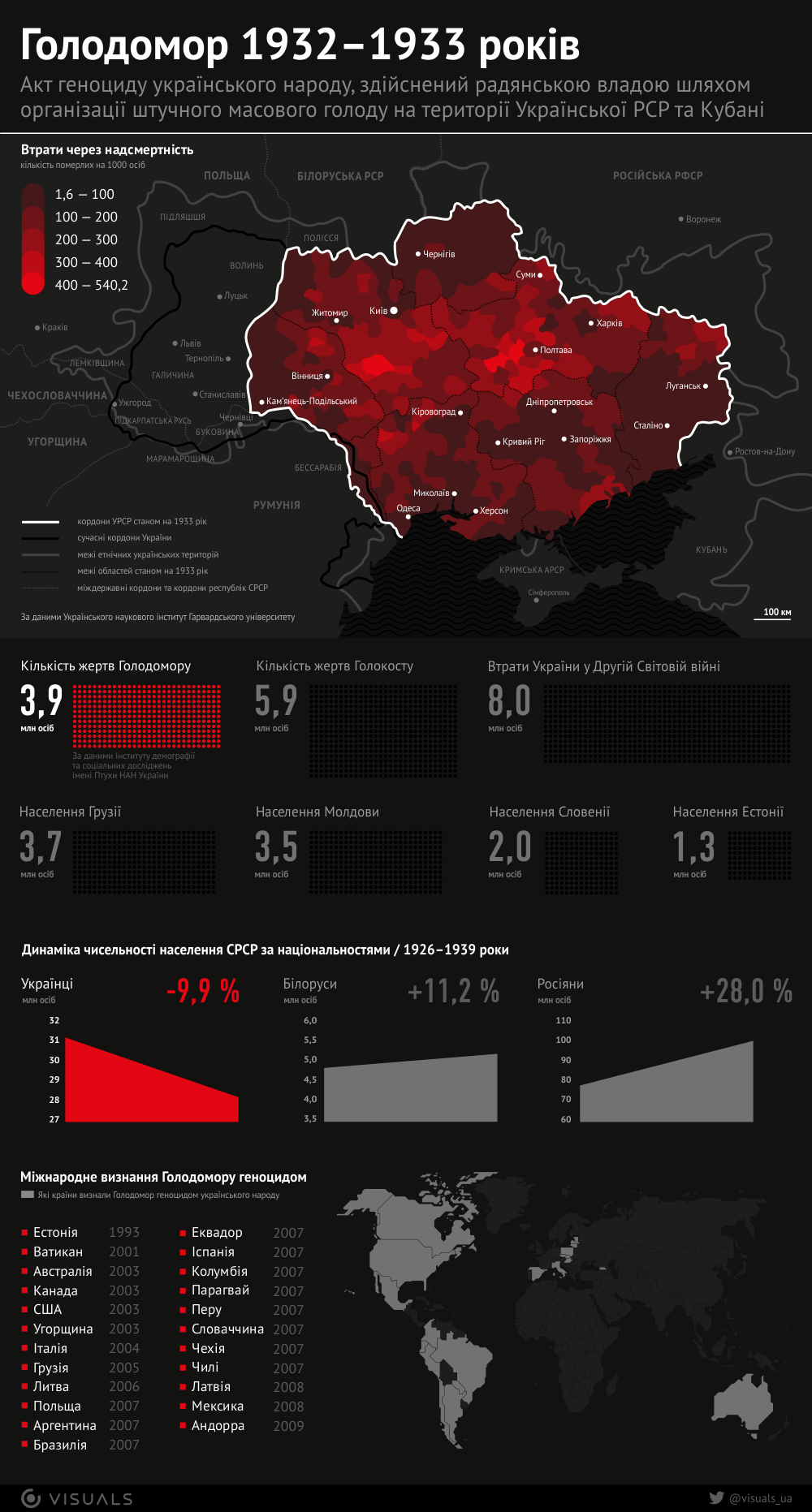
Інфографіка Visuals

Одним із перших на базі розсекречених даних перепису 1937 року та демографічної статистики вивчення демографічних втрат провів історик Станіслав Кульчицький. Ці дослідження вказують на те, що населення Української СРР за переписом 1937 року становило 28 388 тисяч, за переписом 1926 року — 28 926 тисяч осіб, тобто за 10 років воно скоротилося на 538 тисяч. З підрахунку втрат від голоду потрібно виключити очікувану природну смертність 1933 року. Для цього найкраще вважати її рівною середньому арифметичному від показників смертності за 1927—1930 роки, тобто, в середньому, 524 тисячі осіб на рік. Виходячи з відкоректованої народжуваності у 1933 році (621 тисяча), одержуємо нормальний приріст за цей рік у 97 тисяч людей. Цей приріст п'ятикратно менший, ніж у попередні роки.
Таким чином, маємо народжуваність і нормальну смертність за 10 років міжпереписного періоду, а також загальну чисельність населення за обома переписами. Порівняння цих величин дозволяє визначити єдиний невідомий показник — неприродну смертність у 1933 році. Природний приріст за 1927—1936 роки становить 4 мільйони 43 тисячі осіб. Додаючи до цієї величини різницю в чисельності населення між двома переписами (538 тисяч), одержуємо демографічний дефіцит у 4 мільйони 581 тисячу людей. Облік механічного руху населення, який проводився працівниками ЦУНГО СРСР протягом 10 років, вказує на від'ємне для України сальдо в 1 мільйон 343 тисячі осіб. Статистичні органи визнавали, що він неточніший, ніж облік природного руху.
Потрібно також врахувати сальдо міграційного балансу, яке становить 3 мільйони 238 тисяч осіб. Цю цифру можна вважати прямими втратами від голоду 1933 року. Вона увібрала в себе неточності в державному обліку природного й особливо механічного руху населення. Деякі історики відмовляються враховувати міжреспубліканське міграційне сальдо, вважаючи його непевною величиною.

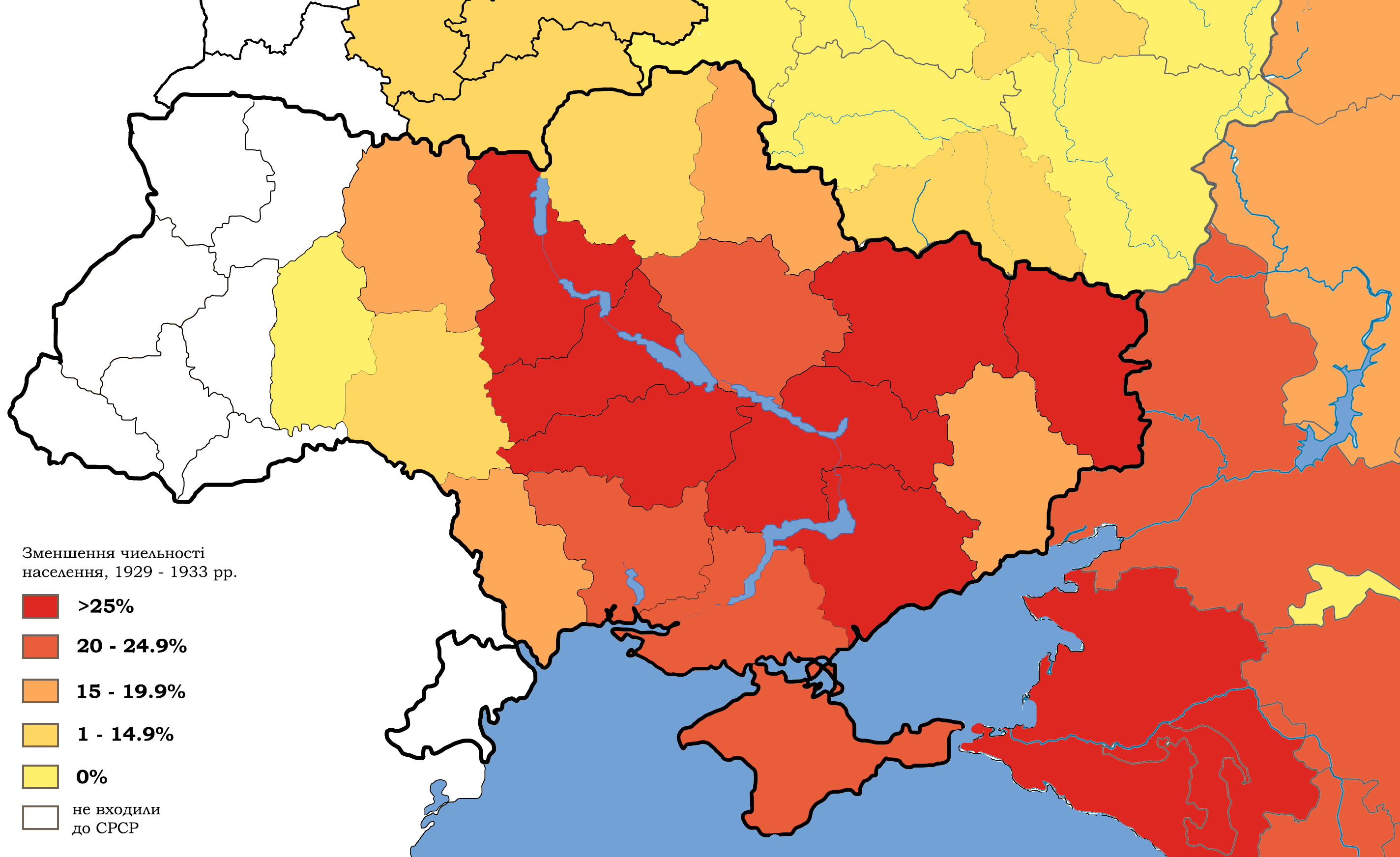
Території з найбільшою втратою населення внаслідок голодомору:
>25%
20%-25%
15%-20%
0%-15%
0%

Згідно з даними демографічної статистики можна зробити висновок, що голод 1932 року в Україні був причиною смерті 144 тисяч людей. Цей голод був наслідком конфіскації зерна для хлібозаготівлі з урожаю 1931 року. Він припинився влітку 1932 року, тобто з новим урожаєм. Голод 1933 року став наслідком чергової конфіскації, з урожаю 1932 року. На відміну від 1931 року, у 1932-му, у разі відсутності у селян зерна, проводилася конфіскація їхніх незернових запасів продовольства. Внаслідок цього перевага смертності над народжуваністю в українських селах почалася вже з жовтня 1932 року. Апогей голодомору припав на червень 1933 року, коли статистичні органи реєстрували десятикратно більшу, ніж звичайно, смертність у селах (тепер також відомо, що насправді було зареєстровано не більше половини смертних випадків). Аналіз статистичних даних вказує на те, що у 1933 році від голоду померло 3 мільйони 238 тисяч людей. Або, беручи до уваги неточність статистики, цифри в діапазоні від 3 до 3,5 мільйонів осіб.
Крім прямих втрат від голоду, тобто загибелі людей, є втрати опосередковані — падіння народжуваності. Так, відбулося зниження природного приросту населення з 662 тисяч на рік у 1927 році до 97 тисяч на рік у 1933 році (без врахування померлих від голоду), і 88 тисяч на рік у 1934 році.
Якщо прямі втрати у 1932 році становлять 144 тисячі, то загальні, включаючи ненароджених, визначаються цифрою 443 тисячі людей. Прямі й опосередковані втрати за 1932—1933 роки, разом з демографічним відлунням 1934 року, становлять 4 мільйони 649 тисяч людей. Ці дані характеризують демографічні наслідки голодомору 1932—1933 років в Україні.
Згідно з дослідженнями Месле та Валліна демографічні втрати від Голодомору 1932—1933 років в Україні становлять 3,2 мільйони осіб.
За оцінками Інституту демографії та соціальних досліджень імені М. Птухи НАН України демографічні втрати України внаслідок Голодомору в 1932—1933 роках становлять близько 4,5 млн осіб, у тому числі 3,9 млн — втрати, пов'язані з надсмертністю, а ще 600 тисяч — із дефіцитом народження. Автори використали точнішу методику оцінки втрат, внаслідок чого уточнені дані французьких демографів Месле та Валліна, які давали цифру 2,6 млн загиблих. Основна похибка французів у тому, що вони дали надзвичайно високу цифру міграції селян у 1933 році з України — 1,4 млн. Українські дослідники не змогли знайти доказів міграції такої значної кількості людей, до того ж в період Голодомору радянська влада закривала кордони України, не випускаючи селян.
За підсумками судової справи за фактом Голодомору встановлено, що кількість людських втрат від Голодомору 1932—1933 років становить 3 мільйони 941 тисяча осіб. Втрати українців у частині ненароджених, що за даними слідства СБУ становлять 6 мільйонів 122 тисячі осіб, судом не встановлювалися.
Під час проведення міжнародної науково-практичної конференції «Голодомор 1932—1933 років: втрати української нації», яка пройшла 4 жовтня 2016 року в Київському національному університеті імені Тараса Шевченка її учасники окрему увагу надали аналізу експертних оцінок демографічних втрат України від Голодомору Інституту демографії та соціальних досліджень імені М. Птухи НАН України. Конференція розцінила їх як неостаточні і умовні через застосування в розрахунках некоректних базових даних, взятих експертами з матеріалів сфальсифікованих всесоюзних переписів 1937 і 1939 років, та відправної цифри кількості населення УСРР станом на 1 січня 1932 року (31,7 мільйона осіб), яка, порівняно з опублікованою в 1933 році в Довідниках з основних статистично-економічних показників господарства районів по усіх областях УСРР, зменшена майже на мільйон (32°680,7 тисяч — загальна кількість населення УСРР, з них — 25°553,0 тисячі селян), і вважає, що отриманий на некоректній базі показник кількості жертв Голодомору є заниженим. Також у доповідях прозвучала критика щодо використання демографами дефініції «надсмертність» для визначення власне жертв Голодомору (3 942,5 тисячі осіб) і неврахування у загальну кількість демографічних втрат від геноциду 1 606,8 тисяч осіб, померлих за цей час, за їхніми твердженнями, через природні чинники, наполягання на остаточності своїх підрахунків, тощо. Конференція вирішила вважати науково встановленими на сьогодні втрати від Голодомору-геноциду 1932—1933 років щонайменше 7 мільйонів — в УСРР і 3 мільйони — за межами УСРР: на Кубані (Малиновий Клин), в Центрально-Чорноземній області (Східна Слобожанщина), Поволжі (Жовтий Клин) та Казахстані (Сірий Клин). Рекомендувати освітнім закладам, музейним установам, ЗМІ, дипломатичному корпусу вживати ці кількісні показники в освітній і інформаційній роботі, в яких враховані усі померлі під час Голодомору. Додатково В. Сергійчуком оприлюднено фальсифікації радянської статистики, які приховують зникнення ще 4.168.224 дітей 1919—1933 років народження (понад вказаних серед померлих). Історик Геннадій Єфіменко критикував конференцію за категоричні твердження в резолюції, на його думку конференція була недостатньо репрезентативною — оскільки в ній «не брали участі ті науковці, для яких тема демографічних втрат від Голодомору була предметом тривалих спеціальних наукових досліджень». Окрім того, він вказував на надмірну довіру учасників конференції до довідників, виданих на початку 1930-х років в УСРР, і загалом стверджував, що «Висновки конференції базуються на основі вигаданих подій та ігнорують пряму вказівку упорядників взятих за основу документів про їх неповноту і недосконалість. Такі висновки не мають нічого спільного з наукою». Він вважає, найбільш аргументованими є ті розрахунки демографів, які вказують на сукупну цифру 3,9 млн прямих втрат та ще 0,6 млн опосередкованих (ненароджених) за три роки.
Питання кількості жертв Голодомору залишається дискусійним до цього часу. Українські дослідники Голодомору Володимир Сергійчук, Василь Марочко та ряд інших у своїх працях доводять, що внаслідок Голодомору загинуло понад 7 млн українців на території УСРР, та близько 3 млн українців в інших частинах СРСР. Всесвітній конгрес дослідників Голодомору-геноциду українців 7 листопада 2023 року заявив про знищення 10,5 мільйонів українців під час Голодомору 1932—1933 років — 10,5 мільйонів.
Голодомор великою мірою зруйнував українське село, яке зберігало традиції української родини. Високий шлюбний потенціал українського села був зруйнований і вже ніколи не був відновлений. Це означає, що був зруйнований потенціал дітонародження, що в майбутньому призвело до зменшення кількості населення.
31 серпня 1933 року побачила світ постанова РНК «Про переселення на Кубань, Терек та Україну». Запропоновано Всесоюзному переселенському комітету при РНК СРСР організувати до початку 1934 року переселення в Україну 15—20 тисяч сімей, а на Кубань і Терек не менше 10 тис. сімей.
4 вересня 1933 року у промові на обласному «зльоті» передових колгоспів Дніпропетровщини Григорій Петровський зазначив, що «колгоспний лад остаточно переміг усіх своїх ворогів».

### Демографічні втрати Голодомору на тлі голоду в СРСР
2013 року Інститут демографії та соціальних досліджень імені М. В. Птухи НАН України провів міжнародну наукову конференцію на тему Голодомору і Голодів в УРСР, де були опубліковано оцінки демографічних втрат внаслідок голоду 1932—1933 років: «надмірна кількість смертей» населення України становила 3 млн 917,8 тис. осіб, Росії — 3 млн 264,6 тис., Казахстану — 1 млн 258,2 тис. осіб, сумарно на всій території СРСР — 8 млн 731,9 тис. осіб. Відносні втрати від голоду 1932—1933 років були найвищими в Казахстані — 22,42 %, в Україні — 12,92 %, в Росії — 3,17 %, в середньому по СРСР — 5,42 %.

Окрім того, необхідно враховувати неполічену кількість загиблих від супутніх захворювань. 2 листопада 1933 року надіслано повідомлення німецького консула в Києві А. Хенке про поширення в місті висипного тифу та зазначено, що кожного дня до лікарень потрапляє близько 200 хворих на тиф; причиною поширення тифу стало сільське населення, яке масово приїздило до Києва за хлібом; у селах почалася епідемія серез масову смертність людей. Протягом голодоморів з території України владою СРСР було вивезено щонайменше 3,5 млн тонн зерна.

## Реакція на Голодомор за межами СРСР

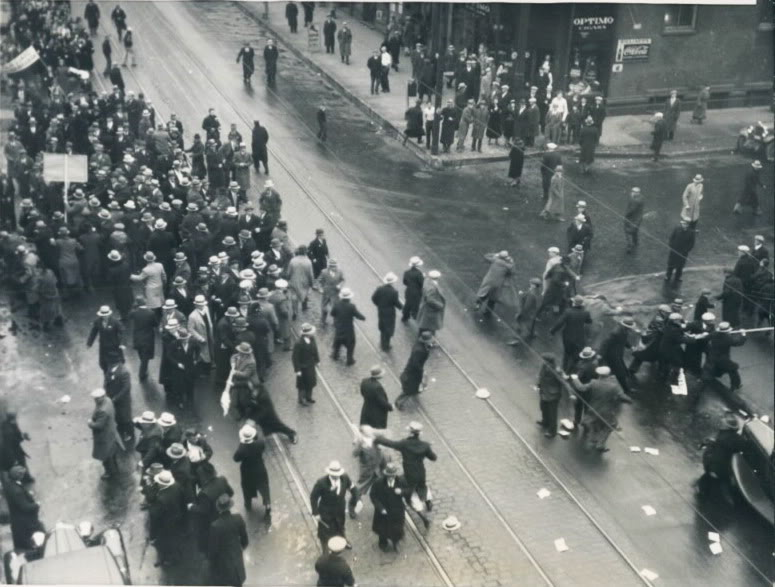
Напад комуністів на кількатисячну маніфестацію українців проти організованого радянською Росією голодомору в підрадянській Україні, Чикаго, Сполучені Штати, 17 грудня 1932 рік.

Українці за кордоном СРСР зверталися із протестами до Ліги Націй, до урядів різних держав.
- 27 вересня 1933 року представник Уряду УНР в еміграції Олександр Шульгин звернувся до 14-ї Асамблеї Ліги Націй з листом, у якому приверталася увага світової спільноти до голоду в Україні.
- На знак протесту проти дій уряду СРСР та щоб привернути увагу світової громадськості до трагедії України, ОУН організувала замах на консула СРСР у Львові. Виконати вирок ОУН зголосився 19-річний гімназист Микола Лемик. 21 жовтня (22 жовтня) 1933 року він застрелив начальника канцелярії консулату СРСР у Львові Олексія Майлова (емісара ГПУ, особистого представника Сталіна). Негайний суд у Львові, який відбувся в жовтні-листопаді 1933 року, засудив Лемика до смертної кари. Через деякий час смертну кару замінили на довічне ув'язнення.
- Коли в УСРР, на Кубані та в Автономній республіці німців Поволжя лютував голод, Євангелічні церкви у Німеччині отримали близько 100 000 листів про допомогу від німців, що жили у СРСР. Голова уряду Німеччини Адольф Гітлер наказав надавати державну підтримку громадським організаціям, що збирали гроші для надання допомоги співвітчизникам, і особисто пожертвував 1000 марок до фонду допомоги німцям, що голодували в Україні. Ця допомога потрапляла і до українців та поляків, що жили разом із німцями. Місцеві комуністи називали її «гітлерівською» і, за наказом із Москви, примушували голодуючих відмовлятися від допомоги[84].
- Керівництво ВКП(б) та уряд СРСР відхиляли будь-яку допомогу з-за кордону голодуючим в Україні. На звернення Української торговельно-кредитної організації Галичини «Центроспілка» до радянського консула у Львові з пропозицією дозволити відправити голодуючим Радянської України один мільйон центнерів зерна, за кілька днів із Москви надійшла категорична відмова[85].

## Приховання Голодомору радянською владою
|  | Радянський протест у Берліні. Протест тов. Бессонова проти виступу Гітлера. БЕРЛІН, 18 травня. (ТАРС). Повірений у справах СРСР у Німеччині тов. Бессонов заявив сьогодні німецькому міністрові закордонних справ протест з приводу антирадянських випадів у промові райхсканцлера Гітлера на «Конгресі праці». Тов. Бессонов зазначив, що заяви Гітлера, які не відповідають дійсності, щодо господарського розвитку і становища СРСР, являють собою втручання у внутрішні справи СРСР, а своєю заявою про вигадані «мільйони, що померли від голоду», Гітлер став на чолі антирадянської кампанії, що провадиться у Німеччині. Оригінальний текст (рос.) Советский протест в Берлине. Протест тов. Бессонова против выступления Гитлера. БЕРЛИН, 18 мая. (ТАСС). Поверенный в делах СССР в Германии тов. Бессонов заявил сегодня германскому министру иностранных дел протест по поводу антисоветских выпадов в речи рейхсканцлера Гитлера на «Конгрессе труда». Тов. Бессонов указал, что несоответствующие действительности заявления Гитлера о хозяйственном развитии и хозяйственном положении СССР представляют собой вмешательство во внутренние дела СССР, а своим заявлением о мнимых «миллионах, умерших с голоду», Гитлер стал во главе ведущейся в Германии антисоветской кампании. |

Акти громадського стану в СРСР реєструвались нечітко. Навіть на найвищому державному рівні визнавались факти незадовільного обліку реєстрацій смертей та великий недооблік смертей в актах громадського стану СРСР. Заступник начальника відділу населення і охорони здоров'я ЦУНГО Держплану СРСР Михайло Курман у довідці від 4 квітня 1934 року про результати обстеження постановки обліку природного руху населення в березні 1934 року вказує, що давались негласні вказівки записувати в документи заявлені родичами смерті від голоду словом «невідомо». Загалом радянська державна статистика характеризувалася замовчуваннями, перекрученнями та фальсифікаціями. Існуює ряд радянських документів, які свідчать про незадовільний стан обліку померлих від голоду та вказівки влади не вказувати причини смертей від голоду. Зокрема, спеціальний кореспондент газети «Правда», маючи владні повноваження, заперечив секретарю сільради села Дорогінка Фастівского району Київської області записані в книгах причини смертей від голоду та вилучив книги, в яких були записи смертей від голоду, стверджуючи, що жодного голоду в селі нема. Однак, відповідно до даних Національної книги пам'яті жертв Голодомору 1932—1933 років в Україні у Київській області, в селі Дорогінка загинуло від голоду десятки жителів цього села.
У СРСР сам факт масових смертей від голоду замовчувався комуністичним режимом і навіть старанно приховувався. Кремлівське керівництво заборонило державним органам та закладам фіксувати в документах справжню причину смерті людей від голоду. 6 лютого 1933 р. з'явилася партійно-державна директива: «Категорично заборонити будь-якій організації вести реєстрацію випадків опухання та смерті в результаті голодомору, крім органів ОДПУ». Сільрадам дали розпорядження при реєстрації смерті не вказувати причини. В 1934 р. надійшло нове розпорядження: всі книги ЗАГСів про реєстрацію смертей за 1932—1933 р.. відправити в спецчастини. В документах зазначалося, що смерті від голоду не реєстуються в ЗАГСах. Є ряд документів, які свідчать про те, що смерті від голоду не реєструвались в державних органах. В деяких випадках смерті від голоду не реєструвались, оскільки родичі померлих таємно вивозили трупи на кладовища. Трупи випадкових померлих від голоду знаходили на дорогах населенних пунктів, що унеможливлювало їх облік. Радянська влада вилучала та знищувала метричні книги записів смертей 1932—1933 рр. та архівні документи з інформацію про смерті від голоду. СРСР застосовував політику інформаційної блокади та дезінформації щодо масового голоду. Під час скорботних заходів пам'яті в США і Канаді на відзнаку 50-х роковин трагедії в компартійній інструкції говорилося: «нам невыгодно по данному вопросу вступать в открытую полемику с зарубежными националистическими писаками». 1986 року Іван Драч вперше в Україні публічно вжив запозичене в діаспори слово «голодомор», яке походило від слів голод і мор. В Україні вперше голод 1932—1933 років почали визнавати лише в 1988. Того року письменник Олекса Мусієнко вжив слово «Голодомор», яке швидко стало загальноприйнятим в українській публіцистиці, а з неї перейшло і до наукової історичної літератури.
17 вересня 1932 року — постанова політбюро ЦК ВКП(б) про депортацію кореспондента канадської газети «Дейлі Експрес» за публікацію інформації про «повстання та голодні бунти» в СРСР.
Доповідна записка ДПУ УСРР ЦК КП(б)У від 30 серпня 1933 року: прем'єр-міністр Франції Едуард Ерріо відвідав Харків, Запоріжжя, Дніпропетровськ, Одесу, Київ «…цікавився головним чином двома питаннями: 1) чи є у нас голод, до того ж це питання він пов'язував, звичайно, з основним питанням про успішність чи крах колективізації і 2) національне питання…», але після розмов із представниками влади мав «…тверде переконання, що жодного голоду у нас немає і, хоча Альфан і Рей підкреслювали, що зовсім недавно голод в Україні був, він переконався, що ми вірно інформуємо його про минулі і тепер подолані труднощі».
На початку 1980-х КДБ СРСР приймав провокативні заходи, націлені проти поширення правди про Голодомор на міжнародній арені. Підтвердженням цьому можуть бути документи, з яких був знятий гриф таємності та які були оприлюднені громадськості.

## Заперечення Голодомору

### Полеміка стосовно Голодомору

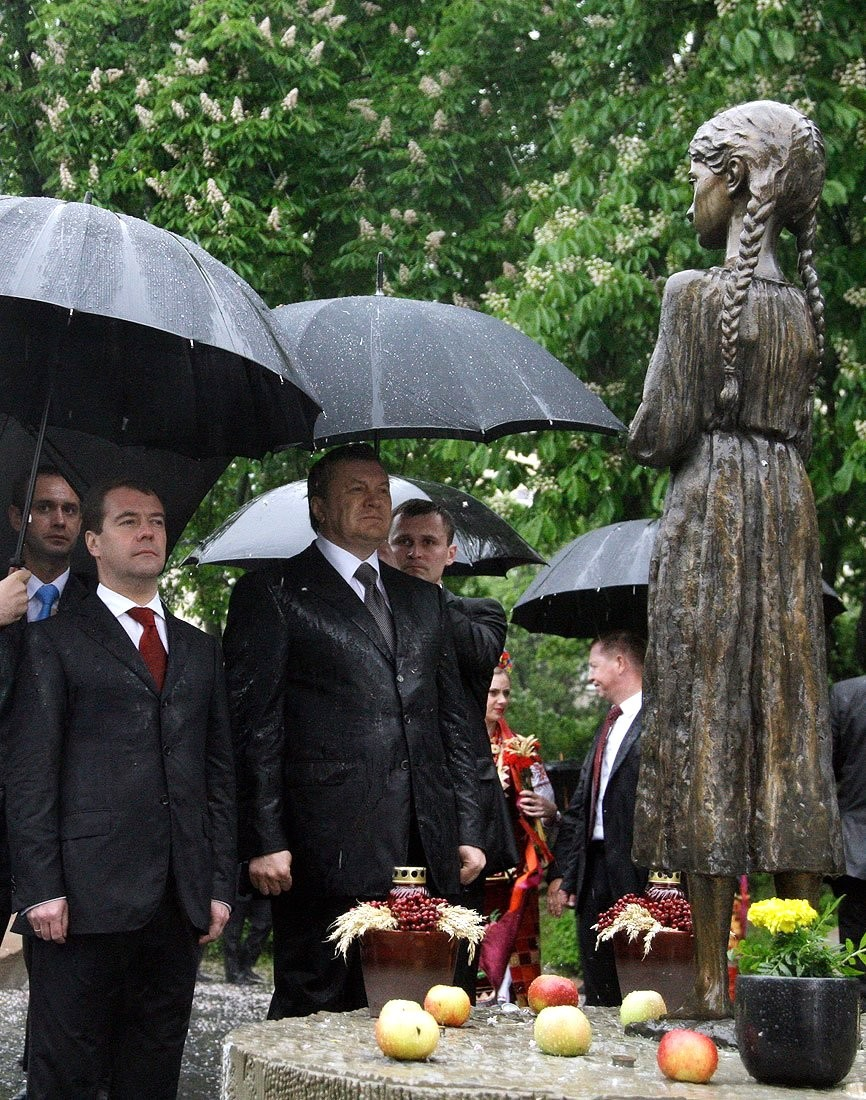
Президент України Віктор Янукович і Росії Дмитро Медведєв вшановують пам'ять жертв голоду. Національний меморіал пам'яті жертв Голодомору в Києві. 17 травня 2010 рік

Як в Україні, так і за її межами не досягнуто згоди стосовно подій, означених як Голодомор. Існують такі альтернативні точки зору щодо Голодомору в Україні:
- Жодного голодомору взагалі не було, а була посуха на значній території СРСР (а не лише в Українській СРР), внаслідок чого у населення були певні проблеми з харчуванням. Кількість загиблих (мільйони) завищена з метою спекуляції.
- Апологети радянщини заявляють, що Голодомор був спричинений неврожаєм, але замовчують факти, що в інші роки при ще меншому урожаї голоду не було, що радянська влада під час Голодомору конфісковувала харчові продукти у селян, включаючи малопридатні та непридатні до споживання сурогати їжі, забороняла та блокувала виїзд голодуючих поза межі України, здійснювала експорт зернових за кордон та зберігала значні запаси зерна в резервах[11], відмовлялася приймати допомогу для голодуючих з-за кордону[118], замовчувала та заперечувала факти масового голоду і загибель людей від нього. Для порівняння Голод на Поволжі (1921—1922) висвітлювався в ЗМІ, радянська влада збирала допомогу всередині країни та за кордоном для голодуючих Поволжя в 1921—1922 рр[119]. Вони також називають деякі інші фактори Голодомору, як, наприклад, колективізацію, надмірний план хлібозаготівель, шкідництво ворогів радянської влади і т. д. з метою, щоб відвернути увагу від вказаних справжніх причин Голодомору та таким чином виправдати сталінський режим.
- Прихильники радянщини стверджують, що, відповідно до чисельних документів та свідчень, багато селян загинуло не від голоду, а тільки від хвороб. Однак вони не враховують те, що саме масове голодування, викликане конфіскацією харчових продуктів радянською владою, та пов'язані з ним стреси значно ослаблювали організм голодуючих та сприяли поширенню хвороб, які разом з голодом спричинювали масову смертність людей, що навіть підтверджується радянськими документами[120][121][122][123][124].
- Так, мільйони людей загинули в Україні від голоду, але:
  - Голод було викликано необхідністю експортувати значну кількість зерна для сплати закупівель передових технологій, необхідних для індустріалізації СРСР, тобто метою було винятково зерно, а не загибель селян[125]; (хоча насправді валютна виручка, отримана від експорту зернових під час Голодомору, становила незначну долю у загальному об'ємі валютної виручки[126]).
  - Те, що в Україні ситуація (тобто кількість загиблих) була гіршою, ніж в інших частинах СРСР, викликано лише «перегинами» тодішнього керівництва України.
  - Вилучення продовольства виправдано тим, що воно дозволило здійснити індустріалізацію, а індустріалізація — перемогти Німеччину у Другій світовій війні. Разом з тим, саме постачання зерна з СРСР в тогочасну Німецьку Державу допомогло Гітлеру та його партії прийти до влади й поставити економіку Німеччини на «військові рейки».

Стосовно кваліфікації Голодомору як акту геноциду висловлюється теж певний спектр альтернативних думок: від того, що не можна кваліфікувати геноцидом події, що сталися до укладення міжнародного документу про геноцид (1948) до того, що, оскільки від голоду помирали не лише в Українській СРР, то нема доказів про акцію, направлену проти українців.

### Протидія Росії
Головними апологетами заперечення Голодомору виступають офіційні урядові/президентські кола Росії. «Російська форма „правди“ боїться оприлюднених документів, — вважає Ярослав Грицак. — Вона не побудована на фактах, а, відтак, і архіви залишаються абсолютно закритими для вивчення».
За мотивацією, що дослідження українських істориків про Голодомор 1932—33 років «підривають авторитет російської влади», праці деяких українських науковців про Голодомор 1932—33 років, зараховано в Російській Федерації до «екстремістських видань». До переліку заборонених, що його оприлюднює Міністерство юстиції, включено працю українського правознавця й дипломата Володимира Василенка «Голодомор 1932—1933 років в Україні як злочин геноциду: правова оцінка» (рос. «Голодомор 1932—33 годов в Украине как преступление геноцида»). А також працю Юрія Шаповала, Володимира Пристайка та Вадима Золотарьова «ЧК—ГПУ—НКВД в Україні: особи, факти, документи»[джерело?].
На думку українських науковців, наведені у заборонених книгах докази суперечать «концепції» нинішньої російської влади про «голод як спільне горе для країн колишнього Радянського Союзу і без особливостей в Україні», на підтвердження якої у Москві підготовлена багатотомна збірка документів «Голод в СССР». «Підважуючи історичні міфи, створені теперішньою російською владою, українські науковці „зазіхають“ на легітимність цієї влади і авторитет Росії, — вважає кандидат історичних наук Марта Гавришко. — А це вже небезпека. Тому ці видання і опинилися в списку „екстремістів“».
Росія також чинила тиск і шантажувала інші країни з вимогами не визнавати Голодомор геноцидом. У листопаді 2010 року сайтом «Wikileaks», серед інших, опубліковано таємну телеграму Держдепартаменту США від Посольства в Киргизстані, де зазначалося, що британському принцу Ендрю відомі факти тиску. Про них йому розповів, зокрема, президент Азербайджану Ільхам Алієв, про що, власне, йдеться в повідомленні:
|  | Алієв отримав документ від президента Медведєва, в якому зазначено, що якщо Азербайджан визнає більшовицький штучний Голодомор в Україні «геноцидом» в ООН, «то ви маєте забути про Нагірний Карабах взагалі».Оригінальний текст (англ.) Aliyev had received a letter from President Medvedev telling him that if Azerbaijan supported the designation of the Bolshevik artificial famine in Ukraine as «genocide» at the United Nations, «then you can forget about seeing Nagorno-Karabakh ever again». |

Пресслужба Алієва назвала ці матеріали провокацією, однак, прямо не спростувала факт шантажу.

## Визнання та правова оцінка Голодомору

### Дослідження та опублікування фактів про Голодомор

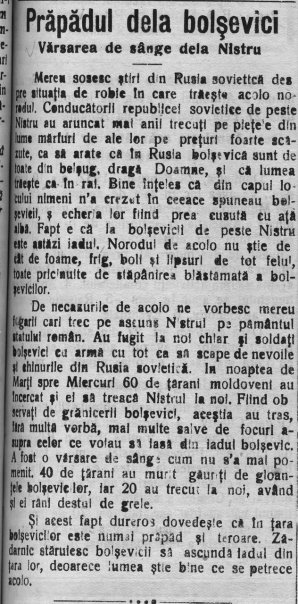
«Кровопролиття на Дністрі (Розстріляно селян за спробу перетнути кордон)» — замітка у румунській газеті «Glasul Bucovinei» від 27 лютого 1932 року

На Заході факт Голодомору став широко відомим 29 березня 1933 року, коли валлійський журналіст Ґарет Джонс опублікував свій відомий репортаж про існування Великого Голоду в Україні у 1932—1933 роках. Цей репортаж був надрукований у багатьох газетах включно з «Manchester Guardian» та «New York Evening Post».
Радянська влада намагалася заперечувати голодомор через своїх прихильників на Заході. Уже через два дні після появи у західних газетах репортажу Ґарета Джонса, 31 березня 1933 року, газета «New York Times» опублікувала статтю власного кореспондента у Москві Волтера Дюранті із запереченням факту Голодомору. Потім у приватній розмові з дипломатом цей журналіст фактично зізнався, що брехав, а його статті визнані спеціальною комісією газети «New York Times» незбалансованими. У той же час у 1933 році іноземним журналістам, які перебували в СРСР, фактично заборонили в'їзд в Україну та на Північний Кавказ.
Окрім Джоунса, статті про Голодомор також публікували Малколм Маггерідж, Ріа Клаймен та ряд інших журналістів. Їхні публікації зіткнулися з контркампанією заперечення з боку СРСР та прорадянськи налаштованих письменників та політиків, таких, як Бернард Шоу, Герберт Веллс, Едуард Ерріо, які подорожували в СРСР і стверджували, що голодомор — це антирадянська пропаганда.
У лютому-березні 1932 року в Росії та в Україні побував кореспондент нью-йоркської єврейської щоденної газети соціалістичного спрямування Мендель Ошерович. Він побачив і задокументував справжні факти та свідчення мешканців про голод в Україні, а після повернення написав і видав книжку Як живуть люди в Радянській Росії: враження з поїздки, яка, проте, не отримала великого розголосу поза колами єврейських соціалістів Нью-Йорка. Лише у 2020 році книга перекладена англійською мовою та потрапила до людей, зацікавлених історичною правдою про Голодомор.
У 1932—1934 рр. детальні свідчення про Голодомор надіслав своїм родичам та приятелеві південноафриканський інженер Джеррі Берман, який працював у Донецькій та Луганській областях (зараз його листи зберігаються у Музеї Голодомору).
У 1934 р. з СРСР повернувся австрійський хімік Александр Вінербергер, який зробив у Харкові близько 100 світлин подій Голодомору. Завдяки підтримці Евальда Амменде та кардинала Інніцера вони були перепубліковані у кількох книжках і брошурах, і стали відомими Лізі Націй.
Спомини про роки Голодомору публікувалися під час німецької окупації, серед них було перше докладне статистичне дослідження Степана Соснового про число жертв Голодомору. Ще більше відомостей з'явилося на заході внаслідок того, що велика кількість українських біженців та колишніх «остарбайтерів» опинилася за межами СРСР після 2-ї світової війни, де їм вже не загрожувала цензура.
Перші ґрунтовні дослідження фактів про Голодомор здійснив в кінці 1940-х — на початку 1950-х років Дмитро Соловей — у еміграції. Його роботи високо цінувалися спеціалістами, але не були широко відомими.
У повісті «Все тече» (1955—1963), яку вперше надруковано у ФРН 1970 року, Василь Гроссман описав події в Україні у 1933 році, зокрема, голодомор, репресії, антигуманність комуністичної ідеологічної системи. Цитата з повісті «Все тече» (переклад з російської):

Шпальта, присвячена Голодомору в американській газеті «Chicago's American»

|  | А наказ — убити голодом селян в Україні на Дону, на Кубані, убити з малими дітьми... Шукали зерно, неначе не хліб це, а бомби, кулемети. Землю штрикали багнетами, шомполами, всі погреби перекопали, всі підлоги повиламували, у городах шукали. Вдень і вночі підводи скрипіли, пил над усією землею висів, а елеваторів не було, зсипали на землю, а навколо вартові ходять. Зерно до зими від дощу намокло, горіти стало — забракло в радянської влади брезенту мужицький хліб прикрити. А коли ще з сіл везли зерно, навколо пил піднявся, все в диму: і село, і поле, і місяць уночі. Один із глузду з'їхав: горимо, небо горить, земля горить! Кричить! Ні, небо не горіло, це життя горіло ... Пішов селами суцільний мор. Спершу діти, старі, потім середній вік... |

У Меморандумі № 1 УГГ (листопад — грудень 1976 року), зазначалося: «З перших років сталінської диктатури геноциду і етноциду… Український народ, який протягом багатьох століть не знав голоду, у 1933 році втратив понад 6 мільйонів чоловік, які загинули від голодної смерті. Це був всенародний голод штучно створений органами влади: хліб відбирався до останньої зернини, руйнувалися навіть печі та господарчі прибудови в пошуках схованого зерна. Якщо до цього додати мільйони, розкуркулених, котрих цілими родинами вивозили до Сибіру, де вони цілими родинами помирали, то лише за якихось три роки (1930—1933) ми налічимо не менше десяти мільйонів цілком свідомо винищених голодом українців. Четверта частина українського населення».
Наступний етап досліджень проведено після створення у 1984 році Всесвітнім конгресом вільних українців міжнародної комісії з розслідування голоду в Україні. 1985 року Конгрес США створив спеціальну комісію з дослідження фактів голоду в Україні, виконавчим директором якої був Джеймс Мейс. Дослідження проводилися як в США (зусиллями вищезазначеної комісії), так, паралельно, і в Україні — після того, як стало відомо про створення американської комісії та було вирішено створити «антикомісію».
Уперше в СРСР 25 грудня 1987 року перший секретар ЦК Компартії України Володимир Щербицький у доповіді, присвяченій 70-річчю утворення УРСР, згадав про факт голоду. Згадування було побіжним («5—6 рядків»), і причиною голоду оголошено «посуху», але принципово новим було визнання самого факту — раніше (і то дуже зрідка) дозволено було згадувати лише про «нестачу продуктів». Є підстави стверджувати, що це визнання було вимушеним — з огляду на очікуване оголошення результатів роботи американської комісії.
18 лютого 1988 року «Літературна Україна» опублікувала доповідь Олекси Мусієнка на партійних зборах Київської організації Спілки Письменників України. Вітаючи курс нового керівництва КПРС на десталінізацію, Мусієнко звинуватив Сталіна у здійсненні в республіці жорстокої хлібозаготівельної кампанії, наслідком якої став голодомор 1933 року. Використане в цій доповіді слово «голодомор» було новотвором письменника.
На початку липня 1988 року на XIX конференції КПРС в Москві виступив Борис Олійник. Зупинившись на сталінському терорі 1937 року, він цілком неочікувано для присутніх завершив цю тему так:
|  | А оскільки в нашій республіці гоніння почалися задовго до 1937-го, треба з'ясувати ще й причини голоду 1933-го, який позбавив життя мільйони українців, назвати поіменно тих, із чиєї вини сталася ця трагедія. |

В Україні на початку XXI ст. одним з найвідоміших дослідників голодомору є Станіслав Кульчицький.

### Визначення причетних до здійснення Голодомору
Починаючи з 2008 року, Служба безпеки України почала оприлюднювати списки осіб, причетних до здійснення Голодомору в Україні в 1932—1933 роках. За словами директора архіву СБУ Володимира В'ятровича, для встановлення цих осіб широко застосовуються партійні документи, аби визначити відповідальних за Голодомор вже на районному рівні.
22 травня 2009 року Служба безпеки України порушила кримінальну справу за ознаками злочину, передбаченого частиною 1 статті 442 Кримінального кодексу України за фактом здійснення Геноциду в Україні у 1932—1933 роках, від якого загинули мільйони людей. У листопаді названо звинувачених по справі, першим з яких фігурував Йосип Сталін. 5 січня 2010 року президент України Віктор Ющенко заявив, що Генеральна прокуратура України передала справу до суду. 12 січня 2010 року Апеляційний суд міста Києва почав розгляд справи. Суд визнав, що Сталін, Молотов, Каганович, Постишев, Косіор, Чубар та Хатаєвич вчинили злочин геноциду, передбачений частиною 1 статті 442 Кримінального кодексу України (геноцид), який відповідно до Конвенції ООН від 26 листопада 1968 року не має терміну давності, та закрив кримінальну справу на підставі пункту 8 частини 1 статті 6 Кримінально-процесуального кодексу України, у зв'язку з їхньою смертю.
14 січня 2010 президент України звернувся до лідерів інших держав Східної Європи, які постраждали від комуністичних режимів — Росії, Польщі, Грузії, країн Балтії та інших — з пропозицією про підписання угоди про створення міжнародного трибуналу над злочинами комунізму.
Російська Федерація, яка представляє себе на світовій політичній арені правонаступницею Радянського Союзу, відмовляється визнавати голодомор 1932—1933 років і в офіційному зверненні президента Росії Дмитра Медведєва від 14 листопада 2008 року використовує слово «голодомор» тільки в лапках. Небажання Росії визнати Голодомор навіть просто злочином спричинене взятим в останні роки російським керівництвом курсом виправдовування та відбілювання злочинного радянського минулого, у тому числі сталінського періоду історії СРСР. Вище керівництво Росії воліє, щоб тема Голодомору взагалі не згадувалась, як така, що очорнює злочинне радянське минуле, до якого Росія має стосунок як правонаступник СРСР. У Росії суди приймають рішення, якими забороняється поширення деякої української історичної літератури: переважно історичних книг про Голодомор та злочини НК—ДПУ—НКВС в Україні.
Спираючись на міжнародний досвід проведення судів і трибуналів стосовно геноцидних дій на Балканах, у Руанді та Судані, юридичну відповідальність держави за наміри вчинити геноцид або незапобігання йому, Федеральний суддя США Богдан Футей вважає, що Російська Федерація, до якої перейшло 95 % власності СРСР, найбільшою мірою відповідає і успадковує відповідальність за дії та злочини радянських часів. Свого часу над тим, щоб досягти відповідного визнання в ООН, працювало багато експертів. Однак з політичних причин російська сторона заявила протест, заблокувавши навіть дебати із цього питання у Раді Безпеки ООН. Україні варто спробувати звернутися до Міжнародного трибуналу ООН у Гаазі. Україна сама має подавати судовий позов на РФ. За судовим прецедентом, що виник під час процесу «Боснія і Герцеговина проти Сербії» 2007 року, встановлено, що існує відповідальність держави за акти геноциду, хоча Конвенція ООН про запобігання злочину геноциду та покарання за нього (1948 року) й не містить окремих положень, які передбачають відповідальність держави. Остання навіть може бути притягнута до відшкодування потерпілим. У випадку Голодомору 1932—1933 років залишилося не багато живих свідків (зокрема, ті, хто дітьми пережив катастрофу), але є їхні родини, які можуть позиватися за те, що родичі потерпіли від Голодомору. Нині Україні потрібно діяти різними способами. Зокрема, й далі намагатися досягти визнання Голодомору геноцидом в ООН, а також вести переговори з окремими країнами. Попри всі перепони, уряд України зобов'язаний і надалі працювати над тим, щоб ООН визнала Голодомор геноцидом.
Рафал Лемкін, першим із фахівців міжнародного права, зокрема у статті «Радянський геноцид в Україні» визначив злочин сталінського комуністичного режиму Голодомор як геноцид та проаналізував геноцид в Україні в контексті міжнародного права.
Також злочинні дії представників сталінської влади, що спричинили смерть людей голодом, кваліфікувалися згідно з нормами тогочасного радянського кримінального законодавства як вбивство.

## Визнання Голодомору геноцидом

— Країни, які офіційно визнали Голодомор актом геноциду.
— Країни, які офіційно засудили Голодомор, як акт винищення людства.
— Країни, які офіційно не визнали Голодомор актом геноциду і не засудили його.

15 травня 2003 року Верховна Рада України в офіційному зверненні до народу України визнала Голодомор актом геноциду, але не прийняла відповідної постанови, поданої на її розгляд, щодо цього питання, обмежившись лише офіційним зверненням, що майже не має юридичної сили. Напередодні прийняття звернення Віцепрем'єр-міністр України Дмитро Табачник, представляючи депутатам доповідь про Голодомор, зазначив: 
|  | Ми мусимо донести до світу, що штучні голодомори радянської епохи були нашим українським Голокостом. Це був свідомий геноцид українського народу, який наклав свій безжальний відбиток на всю нашу історію, на національну самосвідомість |

28 листопада 2006 року Верховна Рада України ухвалила закон «Про Голодомор 1932—1933 років в Україні», який трактує події 1932—1933 років як геноцид українського народу. Рішення було ухвалене 233 голосами. Від Партії регіонів проголосувало 2 депутати (Ганна Герман і Тарас Чорновіл), від БЮТ — 118, від блоку «Наша Україна» — 79, від Соцпартії — 30, позафракційних — 4. Фракція комуністів за законопроєкт, поданий Президентом України, не голосувала в повному складі.
Голодомор в Україні 1932—1933 років офіційно визнали геноцидом українського народу наступні держави:
- Австралія (2003/2008[150])
- Бельгія (2023[151][152])
- Болгарія (2023[153])
- Бразилія (2022[154])
- Хорватія (2023[155][156])
- Велика Британія (2023[157][158])
- Ватикан (2001[159], 2003[160])
- Грузія (2005[150])
- Еквадор (2007[150])
- Естонія (1993[150])
- Ірландія (2022[161])
- Ісландія (2023[162])
- Італія (2023[163])
- Канада (2003/2008[150])
- Колумбія (2007[150])
- Латвія (2008[150])
- Литва (2005[150])
- Люксембург (2023[164])
- Мексика (2008[150])
- Молдова (2022[165])
- Нідерланди (2023[166])
- Німеччина (2022[167])
- Парагвай (2007[150])
- Перу (2007[150])
- Польща (2006[150])
- Португалія (2017[168])
- Румунія (2022[169])
- Словаччина (2023[170])
- Словенія (2023[171])
- США (2018[172][173])
- Угорщина (2003[150])
- Велика Британія Уельс (2023[174])
- Україна (2006)
- Франція (2023[175][176])
- Чехія (2022[177][178])
- Швейцарія (2024[179][180])

Ще низка країн світу в офіційних зверненнях засудили Голодомор, як акт винищення людства, вчинений тоталітарним сталінським режимом, або вшанували пам'ять його жертв, зокрема:
- Андорра (2009[181])
- Аргентина (2007[150])
- Іспанія (2007[182])
- Чилі (2007[183])
- Ізраїль (план. 2018[184]) — станом на липень 2025 року, відповідне рішення — не прийняте.

## Тема Голодомору у мистецтві

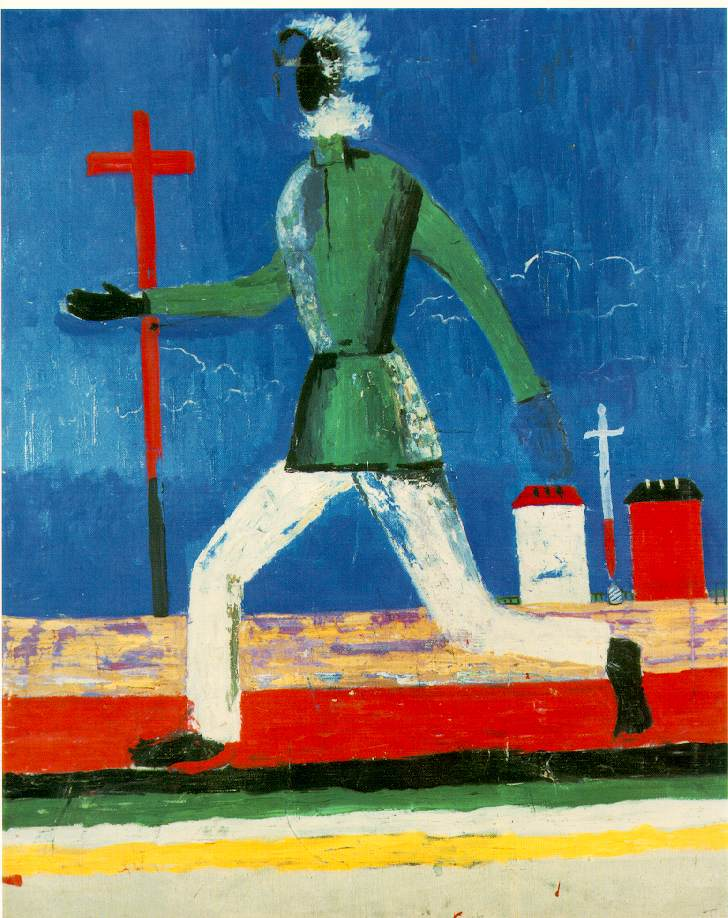
Один з варіантів картини «Людина, що біжить» роботи Казимира Малевича, також відомій під назвою «Селянин поміж хрестом і мечем» є звинувачувальним актом Великого Голоду. «Образ селянина, який біжить через пустельний пейзаж, є красномовним свідченням катастрофи.»

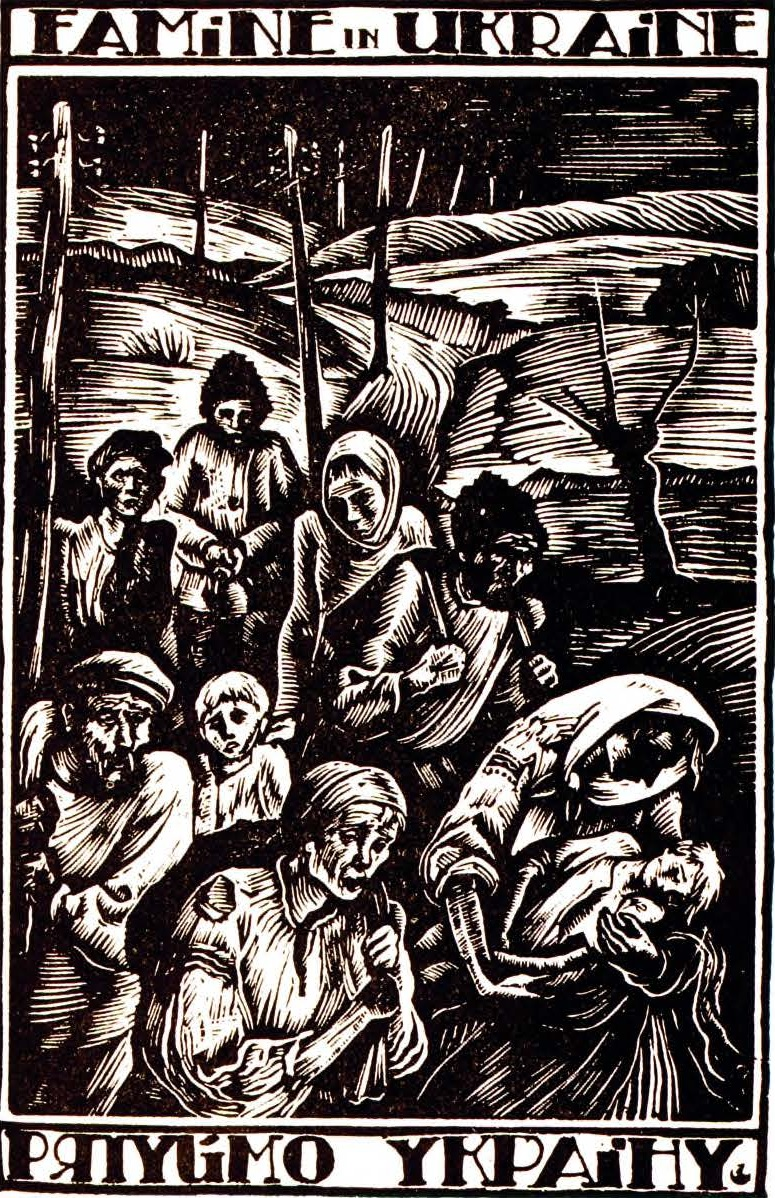
Famine in Ukraine. Рятуймо Украіну, Налепинська-Бойчук Софія Олександрівна, 1935

Тема Голодомору вперше була яскраво-трагічно розкрита в художніх творах українських письменників діаспори. Так у романі «Марія» (1934) Уласа Самчука показано жахливу картину голодомору та трагедія роду. Василь Барка, якому вдалося пережити Голодомор, відтворює картину фізичного винищення сім'ї Катранників на Слобожанщині у романі «Жовтий князь» (1963).
У Львові у 1944 році опублікований твір Олександра Коржа «Степова доля» на тему Голодомору.
За радянської влади тема Голодомору була заборонена, але це не означає, що про неї не писали. У 2009 році були розшукані ненадруковані вірші Андрія Малишка, написані ще в 1964 році, в яких згадується Голодомор:
|  | ...Із тридцять третім голим роком, Голодно-голим та німим, Та тричі пухлим. Хай би з ним Поїли б кору і комору, Траву і шкуру, цвіль і міль, Та мерли б жовті, як з похміль, Без трун понесені із двору. Нізащо. Просто. Без вини. |

Також у повісті Анатолія Дімарова «На коні і під конем» (розділ «Земляні млинці»), уперше опублікованій у 1973 році, міститься наступна згадка про Голодомор:
|  | В ту страшну, голодну весну, коли й земля, здавалося, стогнала: «Їсти!», навіть діти не бавилися в свої звичайні ігри, а гралися в їжу. Випікали з чорної, розмоченої дощами землі пишні перепічки та млинці, варили з назбираних камінців галушки та вареники. Потім ходили одне до одного в гості, церемонно припрошуючи покуштувати багатих страв, розпускаючи неіснуючі ремінці на розбухлих від лободи та полови животах. |

Також у своєму листі-памфлеті «Чому я не хочу вертатись до СРСР?» відомий український письменник в еміграції Іван Багряний спочатку натякає на чисельні втрати у часи Голодомору, а потім й прямо говорить:
|  | Візьміть Малу Радянську Енциклопедію видання 1940 року, розкрийте її на букву «у» і прочитайте в рубриці «УРСР», що там написано. Це документ. А написано там чорним по білому, хоч і дрібним друком, що Радянська Україна за переписом 1927 року мала українського населення 32 мільйони, а в 1939 році, цебто по 12 роках... 28 мільйонів. Всього лише 28 мільйонів! Де ж ділися 4 мільйони людей проти 1927 року? А де дівся приріст, що за 12 років мав бути щонайменше 6-7 мільйонів? Разом це виносить яких понад десять мільйонів. Де ж вони ділися ці 10 мільйонів українського населення? Що з ними сталося в країні «цвітучого соціалізму»? В 1933 році більшовики організували штучно голод в Україні. Перед очима цілого світу українське селянство вимирало цілими селами й районами... |

З початком Перебудови ця тема дедалі більше висвітлюється і в Україні (спочатку, несміливо, — радянській, відтак — у незалежній).
У романі «Кара без вини» Андрій Гудима звертається до жахливих подій, що внаслідок безглуздої сталінської тоталітарної політики мали місце в Україні у 1932—1933 роках.
П'єса Олеся Барлога «Дерева спізнюються на автобус» звертається до теми політичної та мистецької кон'юнктури початку XXI ст. навколо теми Голодомору. Цей твір увійшов до лідерів конкурсу сучасної драматургії «Драма.UA» у 2012 році і був надрукований у однойменній збірці.

### Кінематограф
Про Голодомор знято велику кількість фільмів і телепередач, найвідомішими з яких є (де не вказано країну-виробника, мається на увазі Україна): «Незнаний Голод» (1983, Канада), «Жнива розпачу» (1984, Канада), «33-й, свідчення очевидців» (1989), «Під знаком біди» (1990), «Великий злам» (1993), «Пієта» (1993), «Українська ніч» (2002), «Час темряви» (2003), «Голодомор 1932—1933 рр.» (2004, Угорщина), «Великий Голод» (2005), «Тайна пропавшей переписи» (2005, Росія), «Голодомор. Технології геноциду» (2005), «Голодомор. Україна» (2005), «Голодомор. Україна, XX століття», «Жити заборонено» (2005), «Радянська історія» (2008, Латвія).

#### Художні фільми
- «Голод — 33» (Україна, 1991)[195];
- «Маленьке життя» (Україна, 2008);
- «Поводир» (Україна, 2014);
- «Номер 44» (США, 2015);
- «Гіркі жнива» (Канада, 2016);
- «Ціна правди» (Польща, Україна, Велика Британія, 2019);
- «І будуть люди (телесеріал) » (Україна, 2020);
- «Будинок «Слово» (фільм, 2021) » (Україна, 2021)

### Музика
Українські композитори створили вокально-оркестрові твори на тему Голодомору. Найвідомішим є реквієм «Панахида за померлими з голоду» Євгена Станковича на слова Дмитра Павличка (1993). Приблизно в той же час з'явилася «Дума про тридцять третій» для мішаного хору та солістів Геннадія Саська на вірші Михайла Ткача. Ораторія Олександра Яковчука на текст Василя Юхимовича «Тридцять третій» відзначається тим, що крім очевидного для твору такої тематики трагедійного звучання, в ній наявні і сатиричні мотиви, пародіювання бравурних радянських маршів.
Бретонський фолк-виконавець Денез Прижан присвятив подіям Голодомору композицію «Gwerz Kiev». У вітчизняній рок-музиці тематично відображено зокрема Natural spirit піснею «33 (Жовтий Князь)».

## Вшанування пам'яті жертв
Офіційне вшанування пам'яті жертв Голодомору, в тому числі, визнання його геноцидом українського народу, розпочалося за ініціативи української діаспори у США та Канаді. Так, починаючи з 1983 року, в столиці канадської провінції Альберта місті Едмонтоні, в мерії міста щорічно проводиться відзначення річниці Голодомору. На офіційній частині заходу традиційно присутні мер міста й керівники провінції. Біля входу до мерії встановлено перший у світі пам'ятний знак на вшанування річниці Голодомору «Розірване кільце життя». 1988 року Конгрес США, а в 1989 році — Міжнародна комісія юристів офіційно визнали голодомор 1932—1933 років актом геноциду проти української нації.
Четверта субота листопаду в Україні визнана Днем пам'яті жертв голодоморів. Меморіальні заходи проводяться як в Україні, так і поза її межами. Щорічно, цього дня проводиться всеукраїнська акція «Запали свічку».
Найбільш монументальними серед пам'ятників жертвам Голодомору є меморіали у Києві та Харкові. Пам'ятники жертвам Голодомору встановлені також у Дніпрі, Одесі, Миколаєві, Кропивницькому, Луганську, Сумах, Черкасах, Коломиї, Білій Церкві та багатьох інших українських містах і селах. За кордоном пам'ятники встановлені в Едмонтоні, Калгарі, Вінніпегу та інших містах. Піднесення до Національного меморіалу пам'яті жертв Голодоморів символічних горщиків з зерном та свічками (лампадками), а також посадка кущів калини поблизу меморіалу є обов'язковим пунктом в протоколі офіційних візитів лідерів держав до Києва.
До 80-х роковин Голодомору в Україні 1932—1933 років в Гарвардському університеті підготували спеціальний атлас, який дозволяє відобразити масштаби трагедії на картах.

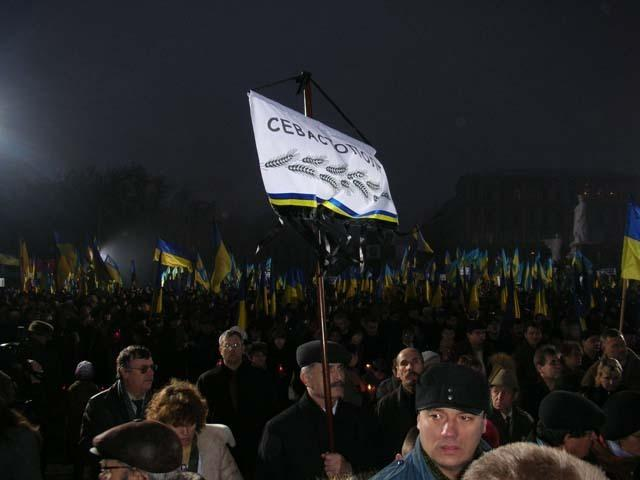
Жалобний мітинг. Михайлівська площа у Києві. 25 листопада 2006.
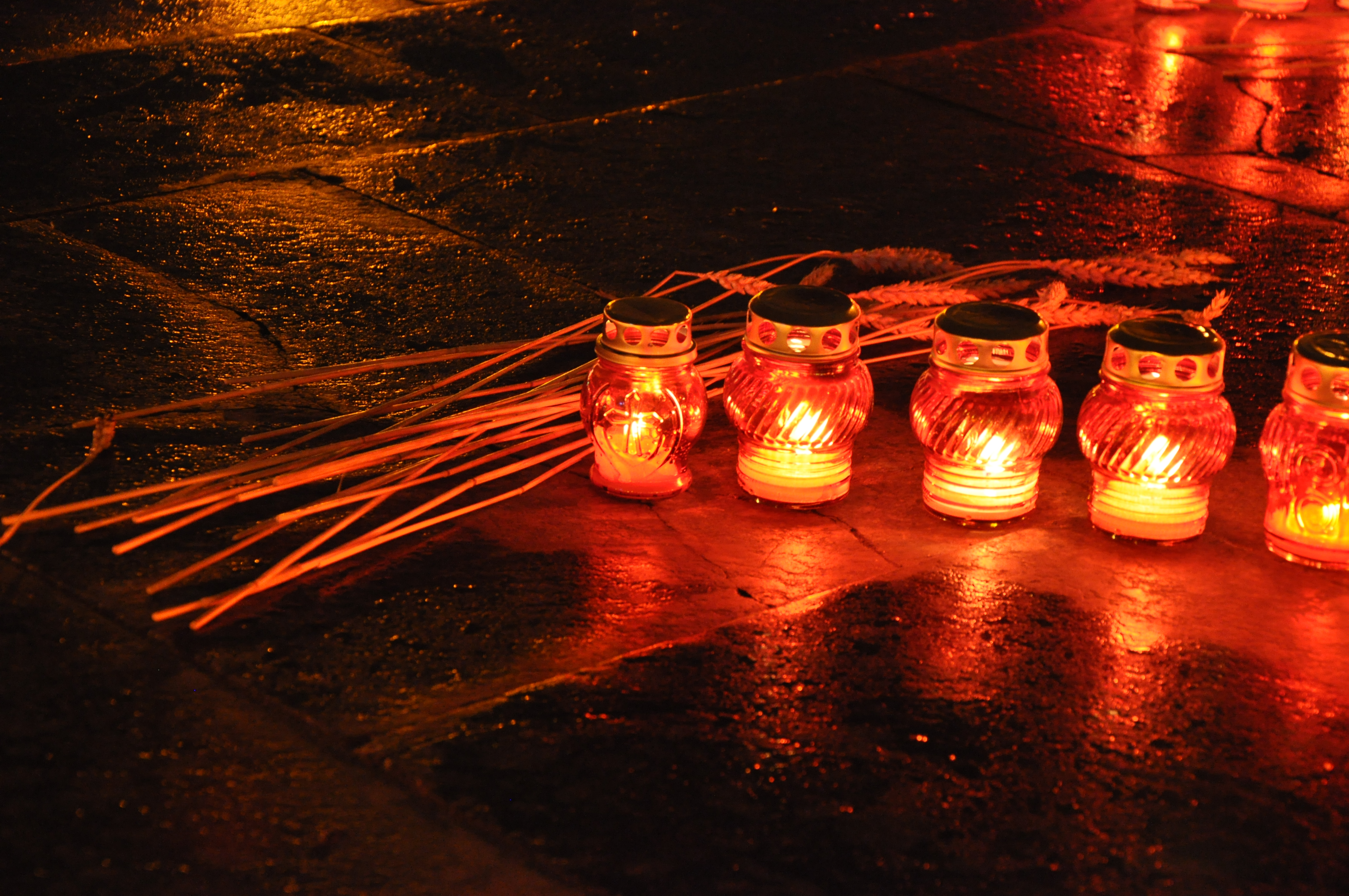
Свічки і колоски як символ пам'яті.
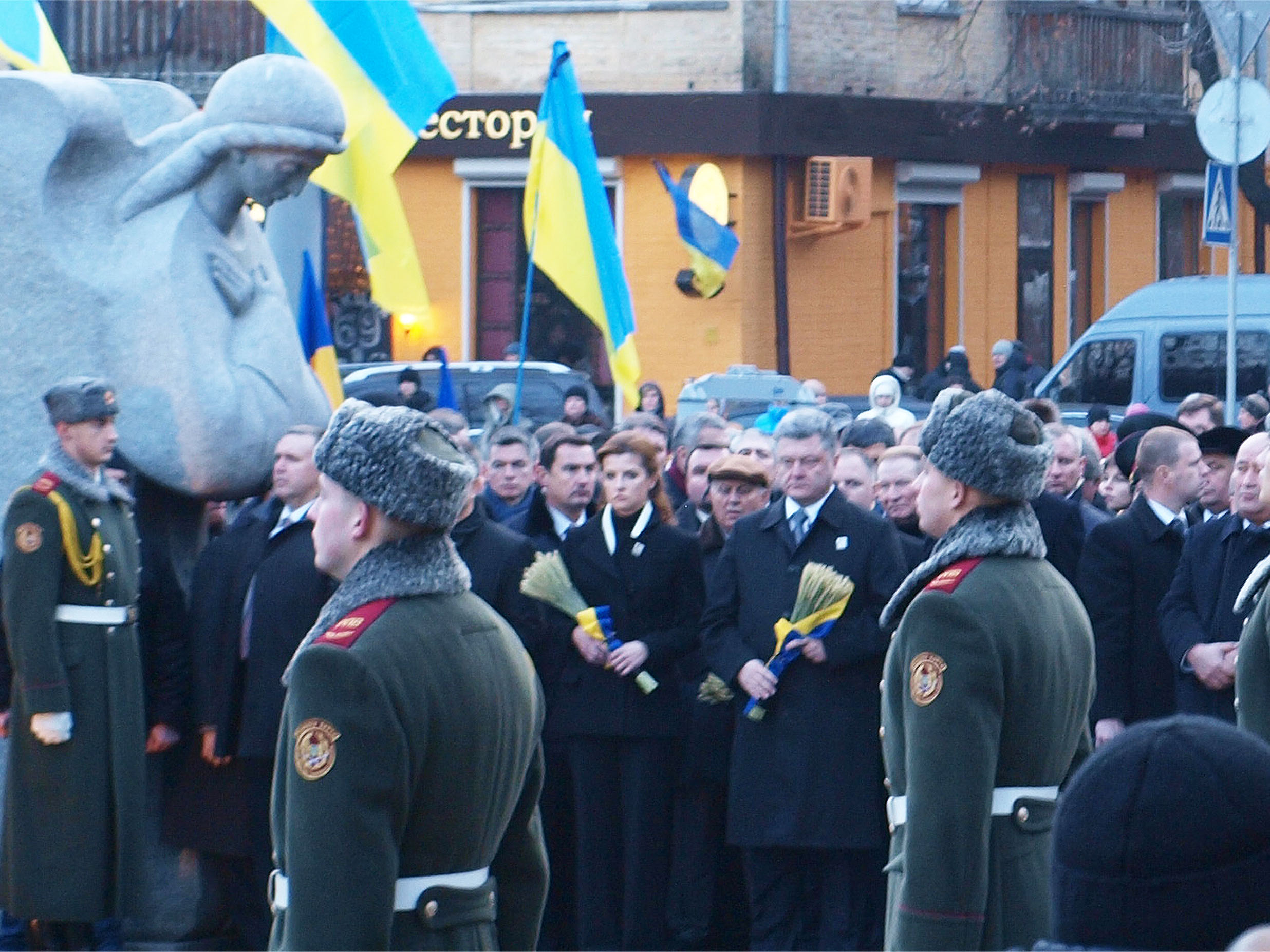
Ушанування жертв Голодомору. Президенти П. Порошенко, Л. Кравчук, Л. Кучма, В. Ющенко, 2015.

У листопаді 2016 року, США висловили солідарність з українським народом у вшануванні пам'яті жертв Голодомору, однією з найстрашніших трагедій сучасної історії, йдеться в офіційній заяві Білого дому, приуроченого до річниці трагедії.
|  | У цьому місяці США приєднуються до солідарності з українським народом у всьому світі в пам'ять жертв Голодомору, однією з найстрашніших рукотворних трагедій сучасної історії. 83 роки тому, понад 3 млн осіб в Україні загинули в результаті нещадної політики Йосипа Сталіна |

У листопаді 2023 року, українська делегація в ООН ініціювала підписання державами-членами Декларації з нагоди 90-х роковин Голодомору, до якої приєдналося 45 країн.
19 липня 2024 року у південноафриканському місті Дурбан відкрився мистецький проєкт української дизайнерки Юлії Федорович «Комунікація історичної травми через мистецтво» (Communicating Historical Trauma via Art) про Голодомор в Україні 1932-33 років.

### Галерея

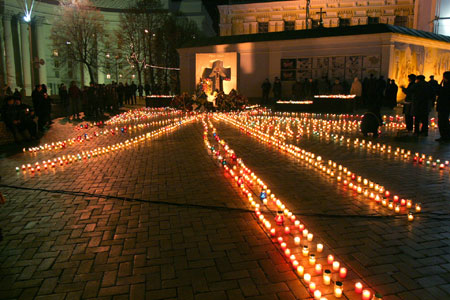
«Засвіти свічку» біля пам'ятного знаку у столиці України — Києві
Емблема жалобних днів за жертвами Голодомору
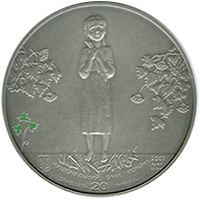
Ювілейна монета на честь 75-ї річниці Голодомору
Монумент у Києві
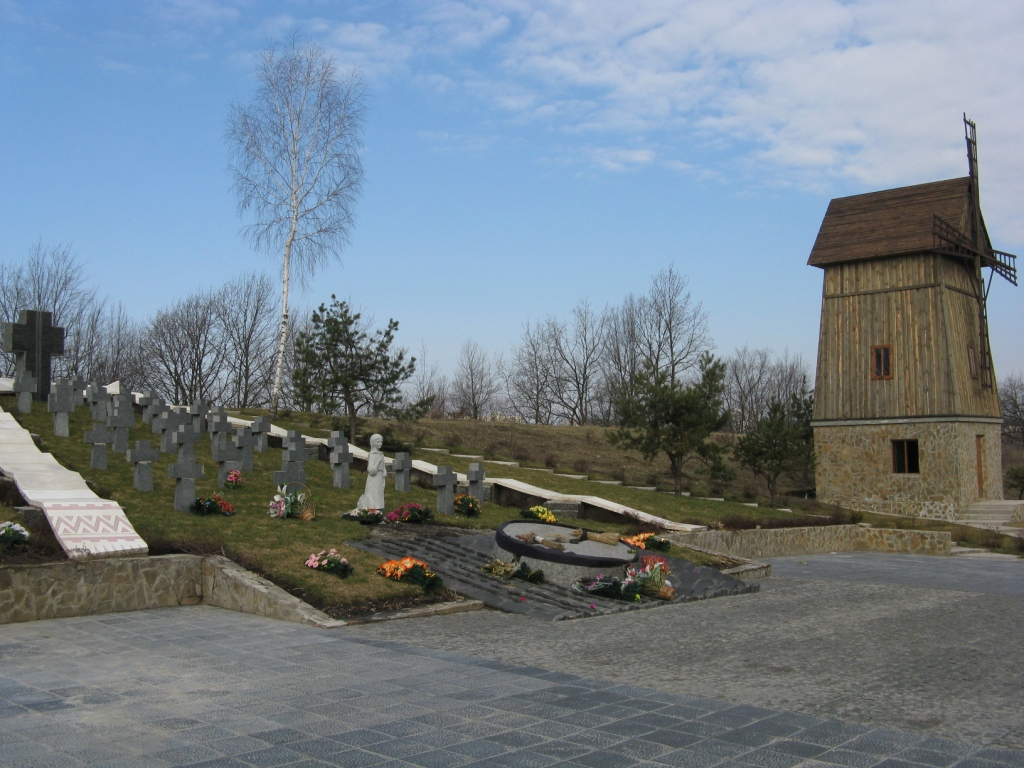
Монумент у Обухові Київської області
Монумент у Луганську
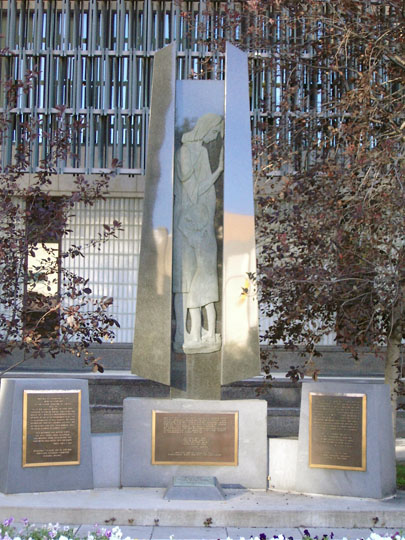
Меморіал у Вінніпезі
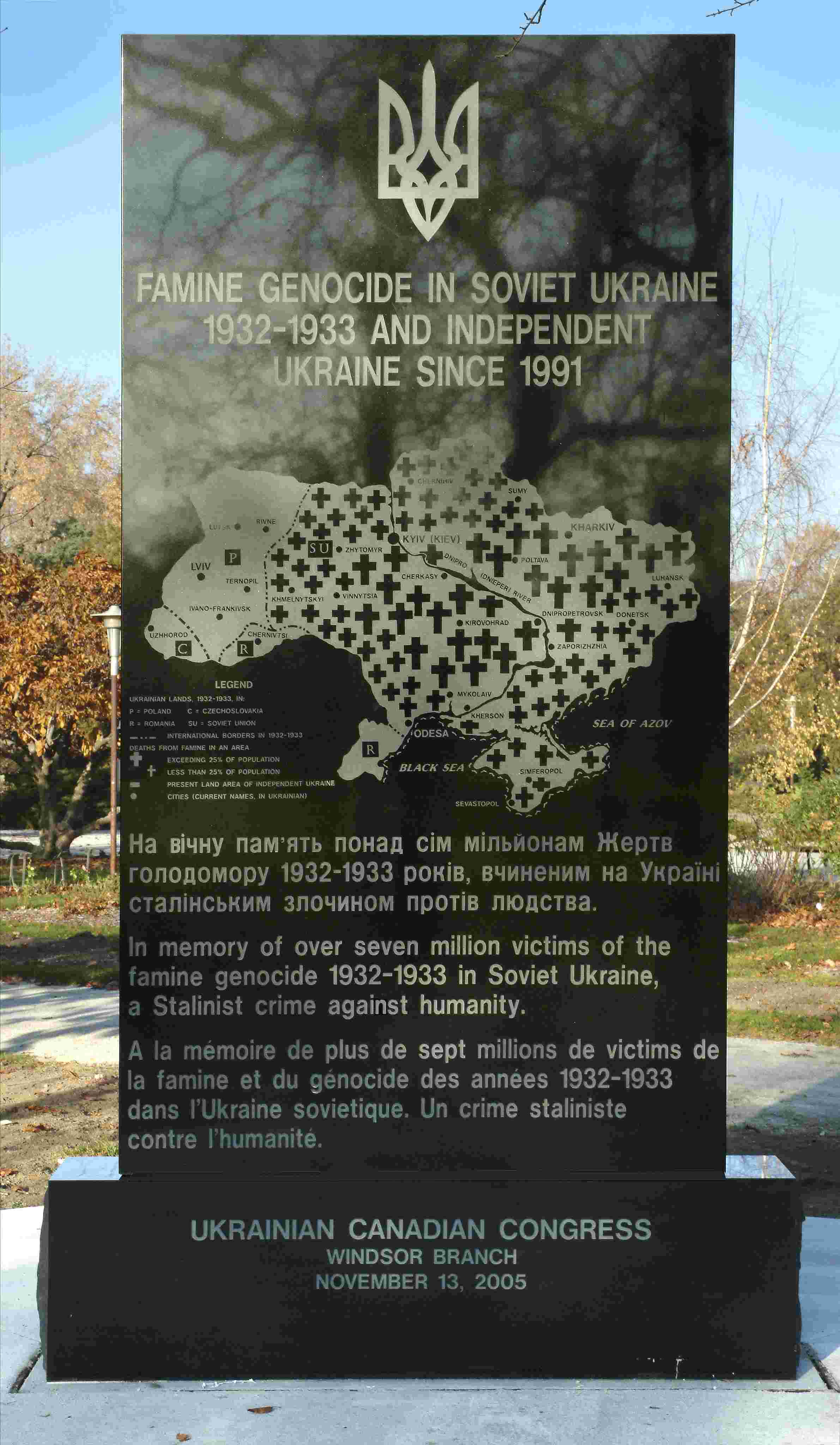
Меморіал у Віндзор, Онтаріо
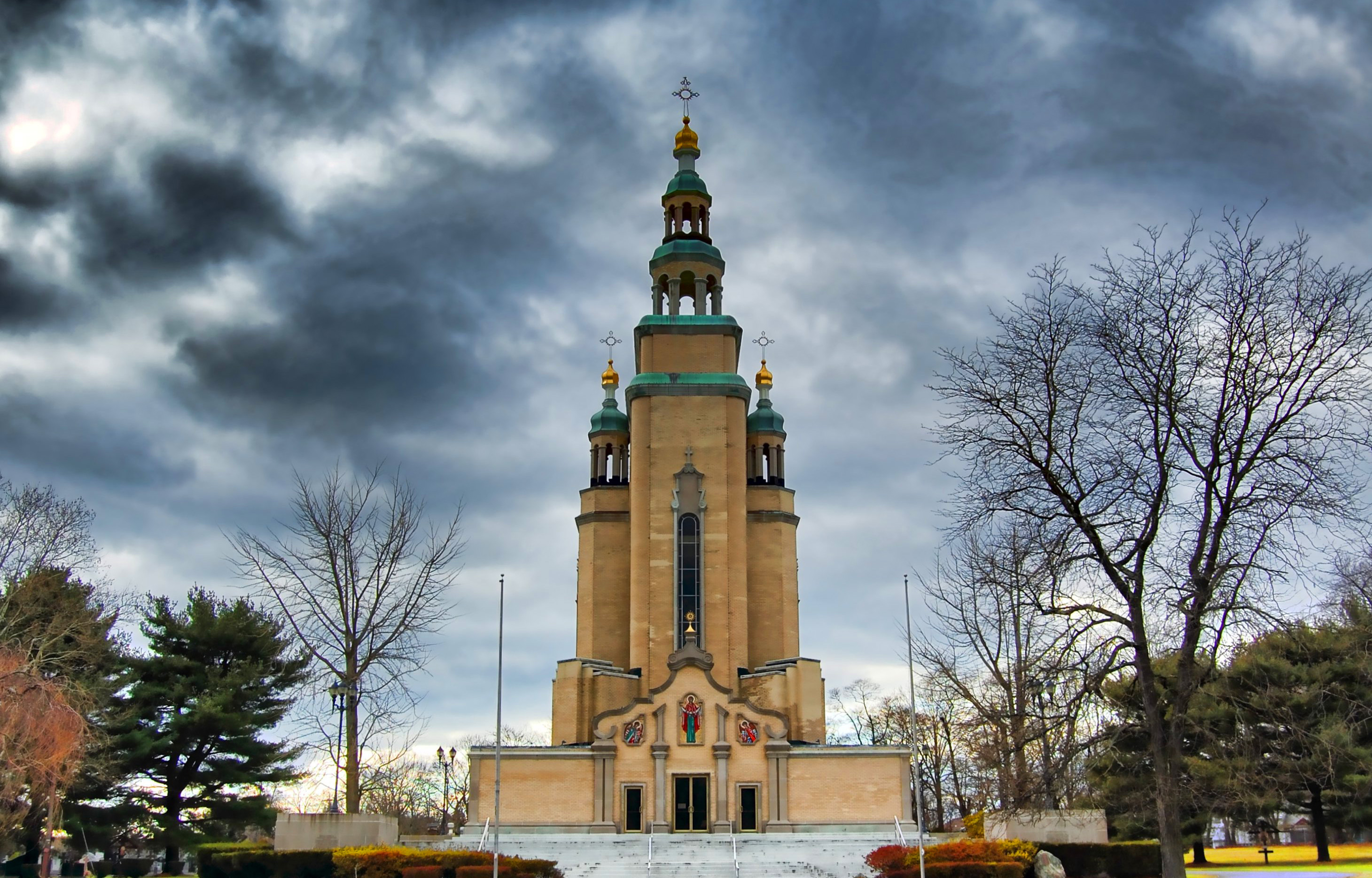
Церква святого Андрія у Саут-Баунд-Брук. Збудована 1965 року в пам'ять Голодомору в Україні
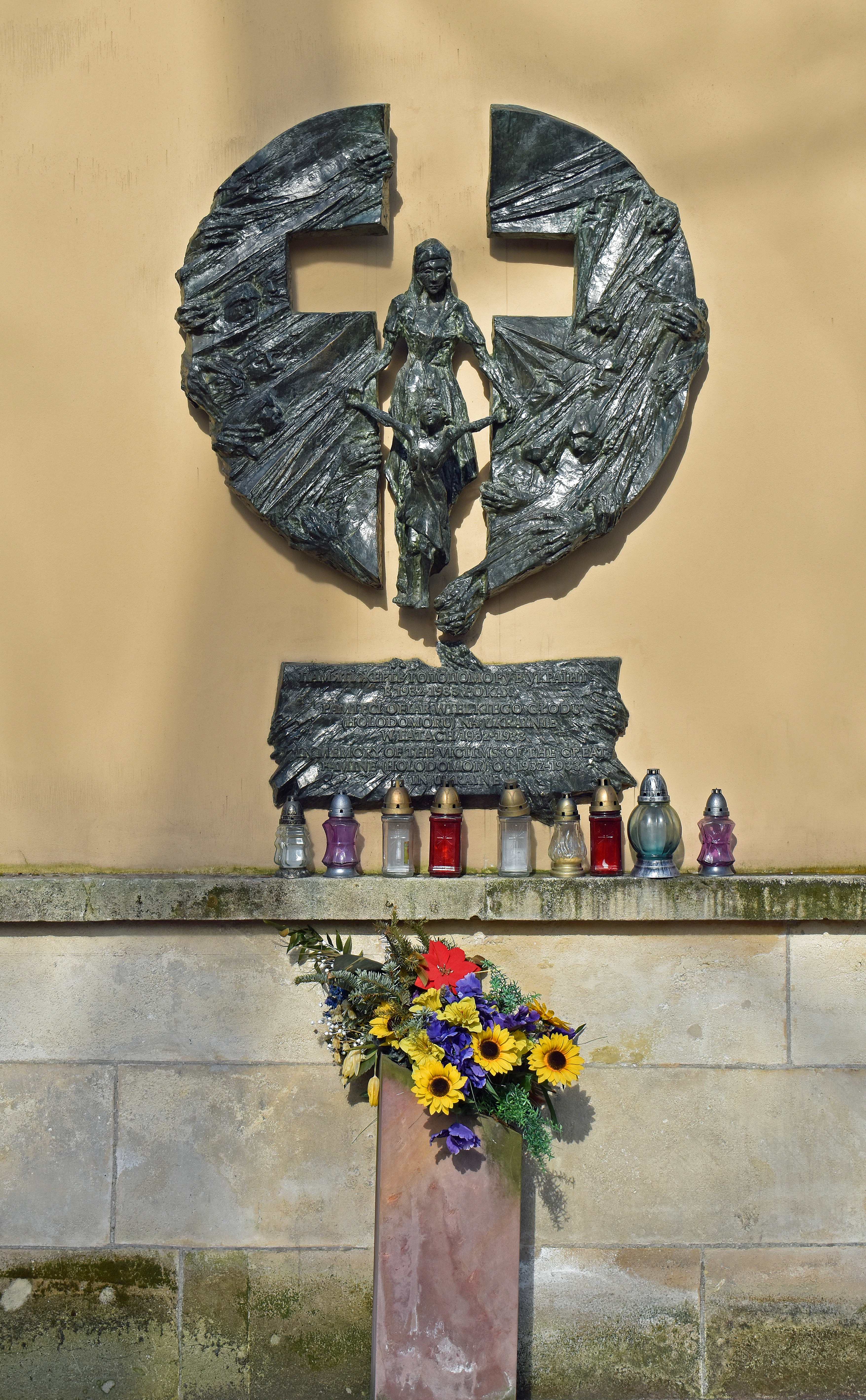
Меморіал пам'яті жертв Голодомору в Україні 1932-1933, Плянти, Старе Місто, Краків, Польща
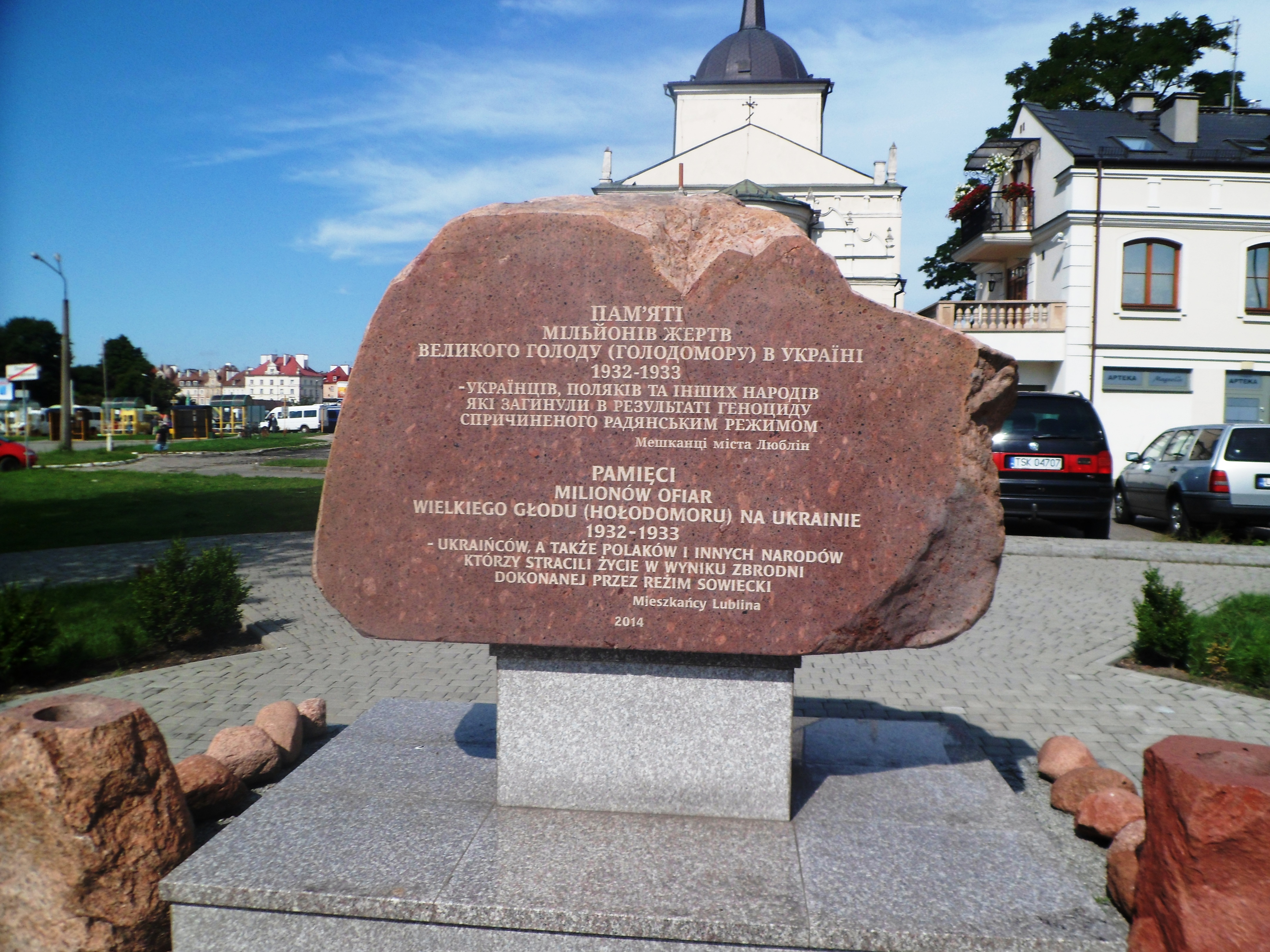
Монумент в Любліні
Пам'ятник в Житомирі, на майдані Путятинському
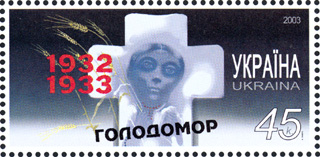
Марка Укрпошти «Голодомор 1932-1933» (2003)
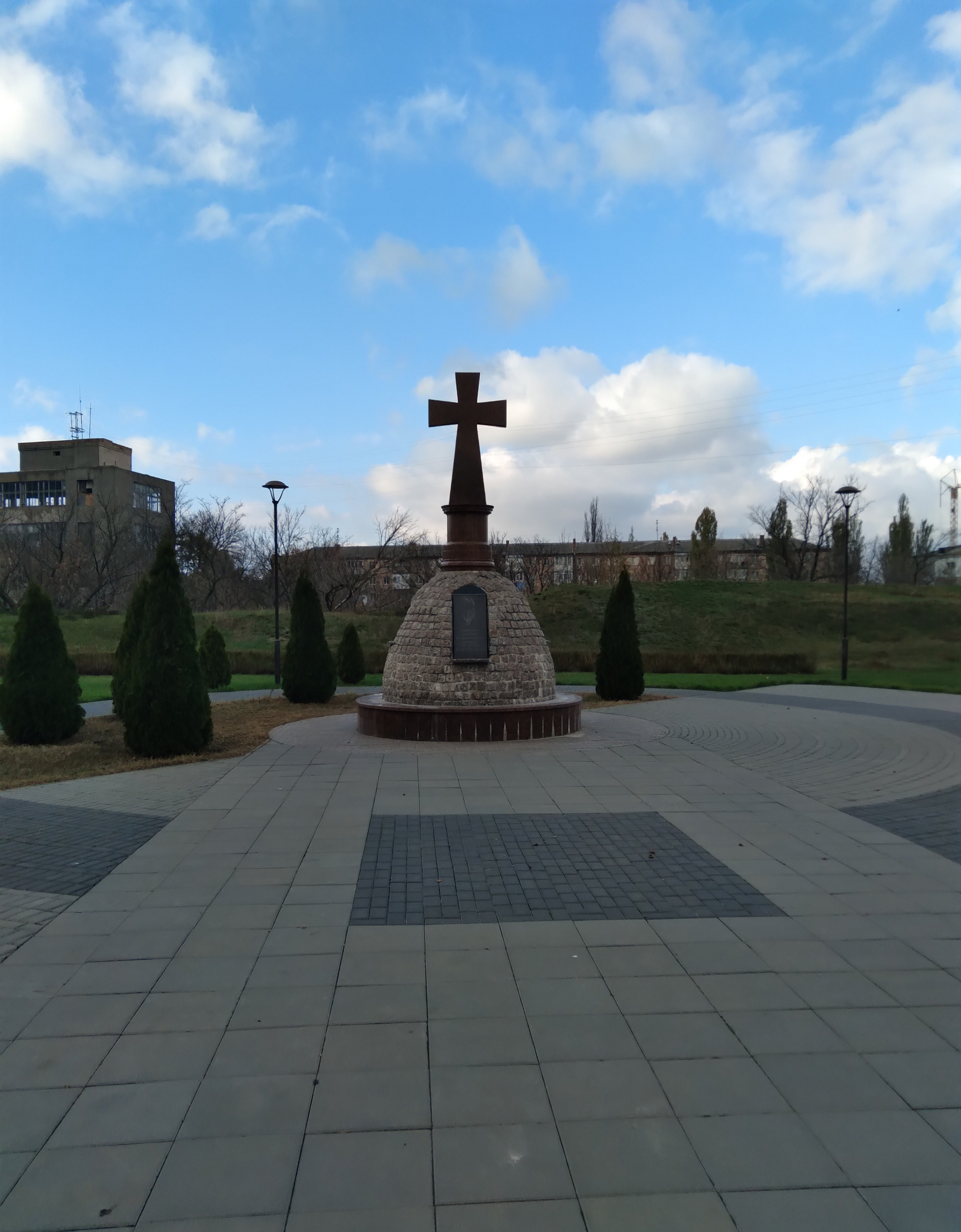
Пам'ятник у Кропивницькому

### Енциклопедії
- Марочко В. І. ГОЛОДОМОР 1932–1933 РОКІВ В УСРР // Енциклопедія історії України : у 10 т. / редкол.: В. А. Смолій (голова) та ін. ; Інститут історії України НАН України. — К. : Наукова думка, 2004. — Т. 2 : Г — Д. — 518 с. : іл. — ISBN 966-00-0405-2.
- Галушко К. Ю. ГОЛОДОМОР 1932-1933 // Енциклопедія історії України : у 10 т. / редкол.: В. А. Смолій (голова) та ін. ; Інститут історії України НАН України. — К. : Наукова думка, 2003—2019. — ISBN 966-00-0632-2.
- Кульчицький С. В. Голод, Голодомор 1932-33 // Енциклопедія сучасної України / ред. кол.: І. М. Дзюба [та ін.] ; НАН України, НТШ. — К. : Інститут енциклопедичних досліджень НАН України, 2006. — Т. 6 : Го — Гю. — 712 с. — ISBN 966-02-3966-1.

### Книги
- Василенко В. Голодомор 1932—1933 років в Україні як злочин геноциду: правова оцінка. — К. : Вид-во імені Олени Теліги, 2009. — 48 с. — К-2 [9(С2)25/В19.
- Воля О. Мор: Книга буття України. — К.: Кобза, 2002. — 1152 с. — ISBN 966-8024-08-7.
- Голодомор на Чернігівщині 1932—1933 рр. мовою документів: Тематичний перелік [Архівовано 11 листопада 2021 у Wayback Machine.] / Упорядн.: Л. П. Коноваленко, А. В. Морозова, Н. М. Полетун. Ред. А. І. Неділя. — Чернігів : КП "Видавництво «Чернігівські обереги», 2003. — 72 с.
- Голодомор (1932—1933) — невідома українська трагедія. — 2013. — 280с. — ISBN 978-989-8377-39-5.
- Голодомор 1932—1933 років в Україні: документи і матеріали / Упоряд. Р. Я. Пиріг; НАН України. Ін-т історії України. — К. : Вид. дім «Києво-Могилянська академія», 2007. — 1128 с.
- Голодомор 1932—1933 років: Геноцид українського народу: Виставка [Архівовано 20 січня 2022 у Wayback Machine.] / Автори виставки: Д. Гетьман, І. Юхновський; Український ін-т національної пам'яті. — К. : Вид-во ім. О. Теліги, 2008. — 48 с. — К-2 [9(С2)25/Г61].
- Голодомор 1932—1933 років і Україні: злочин влади — трагедія народу: Документи і матеріали [Архівовано 28 жовтня 2019 у Wayback Machine.] / Упоряд. В. С. Лозицький, О. В. Бажан, С. І. Власенко та ін. — К. : Ґенеза, 2008. — 504 с. — К-2 [9(С2)25/Г61].
- Голодомор в Україні 1932—1933 рр.: Бібліографічний покажчик / Одес. держ. наук. б-ка ім. М. Горького; Ін-т історії НАН України; Фундація українознавчих студій Австралії. — О.; Л. : Вид-во М. П. Коць, 2001. — 654 с. — К-2 [9(С2)25/Г61].
- Голодомор в Україні 1932‐1933 рр.: бібліогр. покажч. [Архівовано 1 листопада 2019 у Wayback Machine.] / упоряд.: Л. М. Бур'ян, І. Е. Рікун; редкол.: С. В. Кульчицький (наук. ред.), О. Ф. Ботушанська (відп. ред.), В. Мотика; ред. І. С. Шелестович ; ОННБ ім. М. Горького, Інст-т історії України НАН України. ― О., 2014. ― 685 с.
- Голодомор в Україні 1932—1933 років за документами Політичного архіву Міністерства закордонних справ Федеративної Республіки Німеччина [Архівовано 28 жовтня 2019 у Wayback Machine.] / Упоряд. А. І. Кудряченко. — К. : НІСД, 2008. — 336 с. — К-2 [9(С2)24/Г61].
- Голодомор 1932—1933 років в Україні: причини, демографічні наслідки, правова оцінка: Матеріали міжнародної конференції (м. Київ, 25-26 вересня 2008 р.) [Архівовано 28 жовтня 2019 у Wayback Machine.] / Відп. ред. І. Р. Юхновський; Український інститут національної пам'яті. — К. : ВД «Києво-Могилянська академія», 2009. — 447 с. — К-2 [9(С2)25/Г61.
- Гриневич Л. Хроніка колективізації та Голодомору в Україні 1927—1933. Том I: Початок надзвичайних заходів. Голод 1928—1929 років. Книга 1. — К. : Критика, 2008. — 552 с.
- Енциклопедія Голодомору 1932—1933 років в Україні / В. І. Марочко ; [В. І. Марочко]. — Дрогобич: Коло, 2018. — 576 с. — ISBN 617-642-388-1.
- Захаров Є. Чи можна кваліфікувати голодомор 1932—1933 років в Україні та на Кубані як геноцид? [Архівовано 20 січня 2022 у Wayback Machine.] — Х. : Права людини, 2008. — 48 с. — К-2 [9(С2)25/З-38].
- Конквест Р.  Жнива скорботи [Архівовано 24 грудня 2012 у Wayback Machine.]. — К. : Либідь, 1993.
- Котляр Ю. В. Голодомори 1921—1923 рр. та 1932—1933 рр. на Півдні України: етнічний та міжнародний аспекти: Монографія/ Ю. В. Котляр, І. С. Міронова. — Миколаїв : Вид-во МДГУ ім. П. Могили, 2008. — 204 с. — К-2 [9(С2)2/К73].
- Кульчицький С. Голод 1932—1933 рр. в Україні як геноцид: мовою документів, очима свідків. — К. : Наш час, 2008. — 239 с. — К-2 [9(С2)25/К90].
- Кульчицький С., Єфіменко Г. «Демографічні наслідки голодомору 1933 р. в Україні» + «Всесоюзний перепис 1937 р. в Україні: документи та матеріали».
- Лановик Б., Лазарович М., Матейко Р. Голодомор 1932—1933 // Тернопільський енциклопедичний словник : у 4 т. / редкол.: Г. Яворський та ін. — Тернопіль : Видавничо-поліграфічний комбінат «Збруч», 2004. — Т. 1 : А — Й. — С. 384. — ISBN 966-528-197-6.
- Листи з Харкова. Голод в Україні та на Північному Кавказі в повідомленнях італійських дипломатів. 1932—1933 роки / [упоряд. та вступ. ст. Андреа Ґраціозі ; передмов. Ніколи Франко Баллоні ; наук. ред. укр. вид. Ю. Шаповал ; пер. з іт. Мар'яни Прокопович] ; Італ. ін-т культури в Україні. — Х. : Фоліо, 2007. — 255 с. — Дод. тит. арк. італ. — Текст укр. — Пер. вид. : Lettere da Kharkov. La carestia in Ucraina e nel Caucaso del Nord nei rapporti dei diplomatici italiani, 1932—1933. — Torino, 1991. — 2000 прим. — ISBN 978-966-03-4063-3
- Марочко В., Мовчан О. Голодомор 1932-1933 років в Україні: Хроніка. — НАН України. Інститут історії України. — К : Вид. дім «Києво-Могилянська академія», 2008. — 294 с. — ISBN 978-966-518-477-5.
- Мейс Джеймс: «Ваші мертві вибрали мене…» / За заг. ред. Л. Івшиної. — К. : ЗАТ «Українська прес-група», 2008. — 672 с. — К-2 [9(С2)25/Д40].
- Український голокост. 1932—1933: Свідчення тих, хто вижив. ВД «Києво-Могилянська академія». 2005. с. 296. Архів оригіналу за 28 жовтня 2019. {{cite book}}: |редактор1-ім'я= з пропущеним |редактор1-прізвище= (довідка); Cite має пустий невідомий параметр: |редактор1-прізвище Мицик= (довідка)
- Пам'ять народу: геноцид в Україні голодом 1932—1933 років. Свідчення. Книга перша. — ВД «КАЛИТА». Упорядники: О. Веселова, О. Нікілєв.
- Парламентські слухання щодо вшанування пам'яті жертв голодомору 1932—1933 років: 12 лютого 2003 р./ За ред. Д. В. Табачника, О. О. Зінченка, Г. Й. Удовенка; Верховна Рада України, Кабінет Міністрів України. — К., 2003. — 203 с. — К-2 [9(С2)25/П18].
- Репресії в Україні (1917—1990 рр.): Науково-допоміжний бібліографічний покажчик / Авт.-упор. Є. К. Бабич, В. В. Патока; авт. Вступ. Статті С. І. Білокінь. — К. : Смолоскип, 2007. — 519 с.
- Розсекречена пам'ять: Голодомор 1932—1933 років в Україні в документах ГПУ-НКВД. — К.: Вид. дім «Києво-Могилянська академія», 2008. — 604 с. — К-2 [9(С2)25/Р65].
- Руденко Р. Г. Драматична і трагічна історія голодомору 1932—1933 рр. в Україні: Монографія. — Х.: ХНЕУ, 2009. — 92 с. — К-2 [9(С2)25/Р83].
- Сергійчук В. «Як нас морили голодом». На основі невідомих досі матеріалів з колишніх таємних архівів простежено геноцид українського народу в XX ст. Уперше в одному дослідженні мовою документів розповідається про три штучні голодомори, що були організовані в Україні, — 1921—1923, 1932—1933 та 1946—1947 років.
- Спротив геноциду. Книга-каталог виставки / Український інститут національної пам'яті. — Львів-Київ : Часопис, 2015. — 80 с. — ISBN 978-966-2720-17-4.
- Страта голодом: Пер. з англ./ Семен Старів; За ред. Р. Доценка. — К. : Українознавство, 1997. − 250 с.: іл. — ISBN 5-7770-0895-Х.
- Трагедія голодомору в Україні 1932—1933 рр. у пам'яті народній: Матеріали науково-практичної конференції (м. Харків, 22 листопада 2007 р.) / Відп. за вип. П. Є. Минко. — Х.: Вид-во ХарРІ НАДУ, 2008. — 188 с. — К-2 [9(С2)24/Т65].
- Тридцять три запитання і відповіді про Голодомор-геноцид / Н. В. Лапчинська ; [Н. В. Лапчинська]. — Дрогобич: Коло, 2018. — 88 с. — ISBN 617-642-391-1.
- Улянич Володимир. Терор голодом і повстанська боротьба проти геноциду українців у 1921—1933 роках. — К. : МАУП, 2004. — 84 с.
- Хмельковський Л. 136 призвідців Голодомору. — Львів : «Свічадо», 2009. — 136 с. — К-2 [9(С2)25/Х65].
- Цвілюк С. А. Трагедія нескореної нації: Монографія. — 2-ге вид., доп. — О. : «Астропринт», 2008. — 264 с. — К-2 [9(С2)25/Ц28].
- Штучні голоди в Україні XX століття: матер. Міжнар. конф.; Київ, 16 травня 2018 р. — Київ; Дрогобич: Коло, 2018. — 368 с.
- Гроссман В. Все течет [Архівовано 1 грудня 2016 у Wayback Machine.]. — Повість (перша згадка в художній літературі). (рос.)
- Таугер М. Голод, голодомор, геноцид: Голод, сельское хозяйство и советская сельскохозяйственная политика. — Пер. с англ. — К.: Еженедельник «2000»: Изд-во «Довіра», 2008. — 427 с. — К-2 [9(С2)25/Т23].
- Енн Еплбаум «Червоний голод» — війна Сталіна з українцями і українофобія спадкоємців СРСР. Архів оригіналу за 15 березня 2018. Процитовано 15 березня 2018.

### Інтернет-ресурси
- Томи Книги пам'яті жертв Голодомору 1932—1933 років в Україні
- Бібліографія та анотований покажчик матеріалів про Голодомор (НТШ у Нью-Йорку).
- Боряк Геннадій. «Інтернет-ресурси документально-публіцистичних матеріалів з проблеми Голодомору» [Архівовано 7 березня 2022 у Wayback Machine.].
- Вебсторінка про історію Голодомору на Миколаївщині.
- Геноцид українського народу. Спеціальний розділ офіційного вебпорталу Державного комітету архівів України [Архівовано 31 березня 2022 у Wayback Machine.].
- Голодомор 1932—1933 років на Бериславщині [Архівовано 28 листопада 2009 у Wayback Machine.].
- Голодомор 1932—1933 років у Голопристанському районі [Архівовано 11 червня 2020 у Wayback Machine.].
- Голодомор 1932-33 рр. у Херсонській області [Архівовано 11 червня 2020 у Wayback Machine.].
- Голодомор 1932—1933 років у Чаплинському районі.
- Голодомор в Україні 1932—1933 роки.
- «Голодомор в Україні 1932—1933: Офіційні документи. Бібліографія публікацій джерел. Огляди джерел. Інтернет-ресурси» Державний комітет архівів України. — К., 2003 [компакт-диск]. (див. Зміст [Архівовано 11 листопада 2021 у Wayback Machine.])
- Голодомор: факти, статистика [Архівовано 11 листопада 2021 у Wayback Machine.].
- Громадський комітет із вшанування пам'яті жертв Голодомору. Офіційний сайт. Вересень 2013 (оновлено).
- Громадський проєкт: Збір переказів очевидців та фото пам'ятних знаків. [Архівовано 18 вересня 2010 у Wayback Machine.]
- Звіт Державного архіву Львівської області про роботу з теми: «Голодомор 1932—1933 років в Україні» (2008 р.)
- Золотарьов Вадим. Начальницький склад НКВС УСРР У середині 30-х рр.
- Історія голодомору.
- Мартиролог жертв голодомору 1932—1933 років в Україні [Архівовано 30 листопада 2016 у Wayback Machine.].
- Матеріали комісії Конгресу США по українському голоду 1932-33 років.
- Офіційні фотодокументи з фондів Центрального державного кінофотофоноархіву України [Архівовано 11 листопада 2021 у Wayback Machine.].
- Порятунок у годину смерті [Архівовано 17 листопада 2016 у Wayback Machine.].
- Свідчення очевидців Голоду, Матеріали комісії конгресу США.
- Спецпроєкт про Голодомор української служби Бі-Бі-Сі [Архівовано 30 жовтня 2010 у Wayback Machine.].
- Тема «Голодомор» на сайті «Історична правда» [Архівовано 11 листопада 2021 у Wayback Machine.].
- Українці Угорщини: Голодомор 32-33 років.
- Українці Угорщини: Світлини.
- Уроки історії: Голодомор 1932—33 рр.
- Цей день в історії [Архівовано 26 жовтня 2019 у Wayback Machine.] // Інститут історії НАНУ.
- «Государство против своего народа» Первая часть справочного издания «Черная книга коммунизма» Глава 8. Великий голод [Архівовано 21 травня 2012 у Wayback Machine.]. (рос.)
- Infoukes.com: The Artificial Famine/Genocide in Ukraine 1932-33 [Архівовано 24 листопада 2016 у Wayback Machine.].

### Статті та окремі дослідження
- Статті Станіслава Кульчицького
  - «Скільки нас загинуло від Голодомору 1933 року?» [Архівовано 28 квітня 2017 у Wayback Machine.]
  - «Демографічні втрати України В ХХ столітті» [Архівовано 18 грудня 2017 у Wayback Machine.]
  - «Причини голоду 1933 року в Україні. По сторінках однієї призабутої книги» [Архівовано 29 листопада 2016 у Wayback Machine.]
  - «Причини голоду 1933 року В Україні-2» [Архівовано 13 травня 2020 у Wayback Machine.]
  - «Чому Сталін нас нищив?» (ч. 1) [Архівовано 11 листопада 2021 у Wayback Machine.], (ч. 2) [Архівовано 11 листопада 2021 у Wayback Machine.], (ч. 3) [Архівовано 11 листопада 2021 у Wayback Machine.], (ч. 4) [https://day.kyiv.ua/uk/article/podrobici/chomu-stalin-nas-nishchiv-0 (ч. 5), (ч. 6)
  - «Чи був Голодомор 1933 р. геноцидом?» 20.09.2006 (ч. 1), (ч. 2), ] [Архівовано 11 листопада 2021 у Wayback Machine.]
  - Демографічні наслідки голодомору 1933 р. в Україні [Архівовано 31 жовтня 2019 у Wayback Machine.]
  - «Чорні дошки» Голодомору — економічний метод знищення громадян УСРР (СПИСОК) [Архівовано 11 листопада 2021 у Wayback Machine.] Георгій Папакін, Українській інститут національної пам'яті
  - Два обличчя терору. Про Голодомор 1932—1933 рр. в Україні у порівнянні з голодом 1932—1933 рр. у СРСР [Архівовано 11 листопада 2021 у Wayback Machine.]
- Безансон Ален: «Існують дві перешкоди для остаточного формування української нації — давній дефіцит ЕЛІТИ і старанно культивований Росією розбрат усередині українського народу» [Архівовано 11 листопада 2021 у Wayback Machine.] (Діалог з Тарасом Марусиком)
- Веселова О. «Пам'ятні знаки і пам'ятники жертвам голоду-геноциду 1932—1933 років в Україні» [Архівовано 10 березня 2022 у Wayback Machine.] // «Проблеми історії України: факти, судження, пошуки». Міжвідомчий збірник наукових праць. — Вип. 13.
- Веселова О. «Пам'ять про жертви голоду-геноциду 1932—1933 років в Україні: смертність й ушанування загиблих» [Архівовано 15 березня 2022 у Wayback Machine.] // «Проблеми історії України: факти, судження, пошуки». Міжвідомчий збірник наукових праць. — Вип. 10.
- Вознюк П. «Повернення правди про „Великий голод“ в Україні. Як попередження і пересторога для світової спільноти» [Архівовано 11 листопада 2021 у Wayback Machine.].
- Давиденко В'ячеслав. Сорокоріччя Великого Голоду 1932—33 р. [Архівовано 3 листопада 2016 у Wayback Machine.]
- Граціозі А. «Концепція постгеноцидного суспільства Джеймса Мейса встановлює порядок денний на майбутнє» [Архівовано 5 березня 2022 у Wayback Machine.] (Діалог з Ігорем Сюндюковим)
- Мейс Д. «Політичні причини голодомору в Україні (1932—1933 рр.)» [Архівовано 25 вересня 2016 у Wayback Machine.]
- В. І. Марочко. Сучасна зарубіжна історіографія голоду 1932—1933 рр. в Україні: нова чи стара інтерпретація? [Архівовано 18 листопада 2017 у Wayback Machine.] (pdf)
- Снайдер Т., професор Єльського університету: «Янукович заперечує Голодомор як акцію, спрямовану проти українців. Але це було саме так» (укр.) [Архівовано 11 листопада 2021 у Wayback Machine.]
- Георгій Касьянов. «Danse macabre: голод 1932—1933 років у політиці, масовій свідомості та історіографії (1980-ті — початок 2000-х)» (2010). уривки з книги [Архівовано 11 листопада 2021 у Wayback Machine.]
- Коваль Р. Селянські рухи напередодні Голодомору
- Микола Воротиленко: Голодомор в Україні мовою фактів [Архівовано 11 листопада 2021 у Wayback Machine.]
- Нестор-літописець Голодомору // «Історична правда», 21 листопада 2014 [Архівовано 11 листопада 2021 у Wayback Machine.]
- Левчук Н., (Київ, Україна), Боряк Т. (Київ, Україна), Воловина О. (Чапел-Гілл, США), Рудницький О. (Київ, Україна), Ковбасюк А. (Київ, Україна). Втрати міського й сільського населення України внаслідок Голодомору 1932—1934 рр.: нові оцінки [Архівовано 18 листопада 2017 у Wayback Machine.] // Український історичний журнал. — 2015. — № 4 (523) (липень-серпень). — С. 84—112. — ISSN 0130-5247
- Голодомор 1932—1933 рр. як етнічний та культурно-духовний геноцид українського народу: історіографія питання / Л. О. Слободян // Вісник Академії праці і соціальних відносин Федерації профспілок України. — 2013. — № 3. — С. 100—109.
- Голодомор-геноцид 1932—1933 років в Україні: політичний дискурс / В. І. Марочко // Історична пам'ять. — 2014. — № 30—31. — С. 53—62.
- Збір, приймання на державне зберігання та організація використання свідчень жертв і очевидців Голодомору 1932—1933 рр. в Україні / Л. Левченко [Архівовано 18 грудня 2017 у Wayback Machine.] // Архіви України. — 2008. — № 5—6(262). — С. 16—22.
- Голодомор: позиція нашого сумління / Володимир. Кудлач // Вісник Книжкової палати. — 2010. — № 1. — С. 50—52.
- Внесок Руслана Пирога у дослідження історії Голодомору 1932—1933 років в Україні: мовою документів / С. В. Кульчицький [Архівовано 11 листопада 2021 у Wayback Machine.] // Архіви України. — 2011. — № 2—3(273). — С. 275—289.
- Міжвідомче засідання «Внесок архівістів України у відродження історичної пам'яті (до 75-х роковин Голодомору 1932—1933 років в Україні)» [Архівовано 18 грудня 2017 у Wayback Machine.] // Архіви України. — 2008. — № 5—6(262). — С. 5—12.
- Зміст і склад документів, переданих до державних архівів відділами РАЦС\Методика виявлення фактів про смерть від голоду, встановлення населених пунктів, що постраждали від Голодомору 1932—1933 рр. / Раїса. Воробей [Архівовано 18 грудня 2017 у Wayback Machine.] // Архіви України. — 2008. — № 5—6(262). — С. 22—26.
- Голодомор 1932—1933 років очима українців діаспори (документи з фондів ЦДАВО України) / Владислав. Берковський, Наталія. Григорчук, Олена. Петрук [Архівовано 11 листопада 2021 у Wayback Machine.] // Архіви України. — 2008. — № 5—6(262). — С. 44—55.
- Голодомор в Українській СРР 1932—1933 рр. та реакція на нього українського населення міжвоєнної Польщі / М. П. Гетьманчук // Військово-науковий вісник. — 2010. — Вип. 13. — С. 123—131.
- Історична травма Голодомору: проблема, гіпотеза та методологія дослідження / В. І. Огієнко // Національна та історична пам'ять. — 2013. — Вип. 6. — С. 145—156.
- Професор із Вірджінії Марк Таугер — адвокат Сталіна та його оточення щодо причин голодомору в Україні / П. Брицький // Питання історії України. — 2009. — Т. 12. — С. 180—184.
- Замовчування трагедії голодомору в Україні провідними державами світу в 30-х роках XX ст./ В. Демочко // Питання історії України. — 2010. — Т. 13. — С. 29—34.
- Джерельні свідчення штучного характеру Голодомору в Україні 1932—1933 років / Л. Слободян // Українознавство. — 2013. — № 1. — С. 41—51.
- Голодомор 1932—33 рр. крізь призму жіночого досвіду / О. Кісь // Народознавчі зошити. — 2010. — № 5—6. — С. 633—651.
- Комплексне дослідження питання ідеологічного протистояння довкола проблематики Голодомору 1932—1933 рр. / В. М. Воронін [Архівовано 11 листопада 2021 у Wayback Machine.] // Архіви України. — 2013. — № 5. — С. 230—234.
- Голодомор 1932—1933 років як інструмент політики деукраїнізації / Л. Слободян // Гілея: науковий вісник. — 2013. — № 74. — С. 48—51.
- Тема голодомору 1932—1933 рр. в Україні в контексті музики постмодерну: на прикладі опери Вірко Балея / Г. В. Карась // Культура і сучасність. — 2013. — № 2. — С. 102—107.
- Сергійчук В. Втрати від Голодомору 1932—1933 років набагато більші, ніж вважають українські демографи [Архівовано 19 квітня 2017 у Wayback Machine.] // Голос України. — 2017. — № 17 (6522) (28 січ.). — С. 8. — (Історія).
- Сучасні історіографічні дослідження проблеми голодомору 1932—1933 рр. в Україні: тенденції та напрямки / К. В. Чернявська [Архівовано 18 грудня 2017 у Wayback Machine.] // Науковий вісник Миколаївського національного університету імені В. О. Сухомлинського. Сер. : Історичні науки. — 2013. — Вип. 3.35. — С. 262—268.
- Нікольський В. «Голодомор 1932—1933 рр. на Україні за матеріалами „Окремої папки“ Політбюро ЦК КП(б)У» [Архівовано 24 грудня 2017 у Wayback Machine.] // «Проблеми історії України: факти, судження, пошуки». Міжвідомчий збірник наукових праць, вип. 12.
- Особливості репресивної політики радянської влади в українському селі в умовах голодомору / Н. Р. Романець [Архівовано 24 грудня 2017 у Wayback Machine.] // Чорноморський літопис. — 2011. — Вип. 3. — С. 45—50.
- Репресії проти південноукраїнських робітників під час голодомору 1932—1933 рр. / Р. М. Крайник // Інтелігенція і влада. — 2010. — Вип. 19. — С. 61—68.
- Людські витрати під час голодомору 1932—1933 років в Україні / В. М. Осипов // Інтелігенція і влада. — 2010. — Вип. 19. — С. 99—106.
- Марочко В. І. ГОЛОДОМОР 1932—1933 років в УСРР [Архівовано 3 квітня 2013 у Wayback Machine.] // Енциклопедія історії України : у 10 т. / редкол.: В. А. Смолій (голова) та ін. ; Інститут історії України НАН України. — К. : Наукова думка, 2004. — Т. 2 : Г — Д. — С. 145—146. — ISBN 966-00-0405-2.
- Мотиви проведення радянською владою голодомору 1932—1933 рр. в Україні: політико-соціальний аспект / В. Є. Мусієнко // Наукові праці Чорноморського державного університету ім. Петра Могили комплексу «Києво-Могилянська академія». Сер. : Історичні науки. — 2009. — Т. 94, Вип. 81. — С. 41—45.
- Причини Голодомору 1932—1933 рр. в Україні / В. М. Осипов // Інтелігенція і влада. — 2011. — Вип. 23. — С. 90—94.
- Голодомор 1932—1933 рр. як механізм упокорення українського селянства / Л. Б. Лехан // Інтелігенція і влада. — 2012. — Вип. 24. — С. 127—135.
- Дослідження демографічних наслідків Голодомору в Україні у 30-ті — 80-ті роки XX століття / В. Ґудзь // Українознавчий альманах. — 2014. — Вип. 16. — С. 241—245.
- Голодомор 1932—1933 рр.: сторінки історії / С. С. Богатчук // Гілея: науковий вісник. — 2014. — Вип. 81. — С. 36—40.
- Голодомор 1932—1933 рр. в історичній і національній пам'яті / В. І. Головченко // Гілея: науковий вісник. — 2014. — Вип. 82. — С. 46—53.
- Марочко В. Територія Голодомору 1932—1933 pp. — К., 2014. — 64 с. [Архівовано 19 лютого 2019 у Wayback Machine.]
- Сергійчук В. Наповнення перших класів українських шкіл у 1933—1940 роках як свідчення катастрофічних втрат дітей під час Голодомору-геноциду [Архівовано 10 березня 2022 у Wayback Machine.] // Народна творчість та етнологія, № 2 (голов ред Г Скрипник); НАН України, ІМФЕ ім. М Рильського. — К., 2020. — С. 68—86.
- Юридичні дослідження:
  - Голодомор 1932—1933 рр. в Україні: до проблеми визначення політичної відповідальності / Журбелюк Г. В. // Матеріали з V міжнародної науково-практичної конференції — 2009. — Софія: Бял ГРАД-БГ, 2009. — С. 55—60.
  - Осмислення Голодомору у світлі конвенції ООН про геноцид / Роман. Сербин // Архіви України. — 2008. — № 3—4(261). — С. 53—62.
  - Висновок Національної комісії із зміцнення демократії та утвердження верховенства права щодо правового визначення Голодомору 1932—1933 років в Україні як геноциду українського народу по відношенню до визначення, сформульованого у Конвенції ООН про запобігання злочину геноциду та покарання за нього 1948 року // Архіви України. — 2008. — № 3—4(261). — С. 63—74.
  - Голодомор 1932—1933 років в Україні як геноцид української нації: суб'єктивна сторона злочину / М. Антонович // Мандрівець. — 2013. — № 6. — С. 4—8.
  - Щодо встановлення кримінальної відповідальності за заперечення Голодомору 1932—1933 років в Україні та Голокосту єврейського народу (до проєкту Закону України «Про внесення змін до Кримінального та Кримінально-процесуального кодексів України») / Б. В. Романюк, М. А. Погорецький // Боротьба з організованою злочинністю і корупцією (теорія і практика). — 2007. — Вип. 15. — С. 231—234.
  - Голодомор 1932—1933 років в Україні як геноцид української нації: суб'єктивна сторона злочину / М. Антонович // Мандрівець. — 2013. — № 6. — С. 4—8.
  - Голодомор 1932—1933 років у документах СБУ / В. М. Осипов // Інтелігенція і влада. — 2009. — Вип. 16. — С. 156—163.
- Полеміка:
  - Валерій Солдатенко «Голодний тридцять третій суб'єктивні думки про об'єктивні процеси»
    - Ігор Гирич «Чи був планованим голод 1933 року, або коли вже українці перестануть бути жертвами обставин?»
      - Віктор Бідненко «Коли за деревами не видно лісу»

  - Михайло Білецький. «Світ повинен це пам'ятати (Про юридичну кваліфікацію Голодомору)»[недоступне посилання з липня 2019]
    - Євген Зарудний «Деконструкція геноциду?» [Архівовано 10 грудня 2008 у Wayback Machine.]

  - Дмитро Полюхович Точка зору: Голодомор як акт творіння «гомо совєтікус» [Архівовано 21 квітня 2008 у Wayback Machine.]
- Дмитро Каневський Чи отримає Україна компенсацію за Голодомор від Росії? [Архівовано 4 листопада 2008 у Wayback Machine.]
- Іван-Павло Химка: Скільки людей загинуло під час Голоду і чому це важливо?
- Шаповал Ю. «Голод 1932—33 років в Україні: що ми знаємо про нього сьогодні?»
- Боряк Тетяна. Продовольча допомога Кремля як інструмент голодомору в Україні.
- Голодомор в Україні 1932—1933 років на сайті газети «Факты и комментарии» в статті «Даже имея закопанное зерно, опасавшиеся доноса селяне умирали от голода, так и не откопав своих запасов» [Архівовано 7 квітня 2013 у Wayback Machine.]. (рос.)
- Свідчення:
  - «„Я бачила Голодомор 1933-го“»
  - «Голодомор 1932—1933 років: спогади очевидців»
  - «Діти 1933-го року»
  - Некоторые мазки-воспоминания о Голодоморе [Архівовано 23 травня 2020 у Wayback Machine.]
- Тесленко, Ліна (16 лютого 2023). «Не маю жодного бажання лишатися. Я побачив цей рай». Про що писав з охопленої голодом радянської України південноафриканський інженер Джеррі Берман. Новинарня. Процитовано 16 лютого 2023.

### Англійською мовою
- James E. Mace (22 серпня 1986). Secret Of Ukrainian Genocide Must Not Be Forgotten Tragedy. The Vindicator. The Los Angeles Times. с. 8, 9. Архів оригіналу за лютий 1, 2021. Процитовано грудень 5, 2020.
- Ukrainian Genocide Famine Foundation USA [Архівовано 11 серпня 2019 у Wayback Machine.]
- Andrew Gregorovich BLACK FAMINE IN UKRAINE 1932—33 [Архівовано 18 грудня 2016 у Wayback Machine.]
- HOLODOMOR The Forgiven Holocaust of 1932—33
- Ukrainian Famine
- Ukrainian Famine 1932—1933 I will remember [Архівовано 12 листопада 2016 у Wayback Machine.]
- Democide in the Soviet Union 62 million people killed
- The Great Famine of 1932-l933 in Ukraine: a presentation at Penn State University [Архівовано 5 серпня 2011 у Wayback Machine.]
- Alexander Motyl's SWEET SNOW, a novel of the Ukrainian famine of 1933.

- Stanislav KULCHYTSKY Why did Stalin exterminate the Ukrainians? [Архівовано 4 травня 2017 у Wayback Machine.]

## Інтернет-ресурси
- ГОЛОДОМОР. Реальна історія з Акімом Галімовим